# Franciaország az 1992. évi nyári olimpiai játékokon
Franciaország a spanyolországi Barcelonában megrendezett 1992. évi nyári olimpiai játékok egyik részt vevő nemzete volt. Az országot az olimpián 25 sportágban 339 sportoló képviselte, akik összesen 29 érmet szereztek.

## Érmesek
| Érem  | Versenyző | Sportág       | Versenyszám               |
| ----- | --- | ------------- | ------------------------- |
| Arany | Marie-José Pérec | Atlétika      | Női 400 m                 |
| Arany | Cécile Nowak | Cselgáncs     | Női légsúly               |
| Arany | Cathérine Fleury | Cselgáncs     | Női váltósúly             |
| Arany | Sébastien Flûte | Íjászat       | Férfi egyéni              |
| Arany | Franck David | Vitorlázás    | Férfi szörfvitorlázás     |
| Arany | Nicolas Hénard Yves Loday | Vitorlázás    | Tornádó                   |
| Arany | Philippe Omnès | Vívás         | Férfi tőr, egyéni         |
| Arany | Éric Srecki | Vívás         | Férfi párbajtőr, egyéni   |
| Ezüst | Jean-Philippe Gatien | Asztalitenisz | Férfi egyes               |
| Ezüst | Pascal Tayot | Cselgáncs     | Férfi középsúly           |
| Ezüst | Sylvain Curinier | Kajak-kenu    | Férfi szlalom kajak egyes |
| Ezüst | Jeannie Longo-Ciprelli | Kerékpározás  | Női mezőnyverseny         |
| Ezüst | Franck Badiou | Sportlövészet | Férfi légpuska            |
| Bronz | Bertrand Damaisin | Cselgáncs     | Férfi váltósúly           |
| Bronz | David Douillet | Cselgáncs     | Férfi nehézsúly           |
| Bronz | Laetitia Meignan | Cselgáncs     | Női félnehézsúly          |
| Bronz | Natalia Lupino | Cselgáncs     | Női nehézsúly             |
| Bronz | Oliver Boivin Didier Hoyer | Kajak-kenu    | Férfi kenu kettes 1000 m  |
| Bronz | Jecky Avrill | Kajak-kenu    | Férfi szlalom kenu egyes  |
| Bronz | Franck Adisson Wilfrid Forgues | Kajak-kenu    | Férfi szlalom kenu kettes |
| Bronz | Hervé Boussard Didier Faivre-Pierret Philippe Gaumont Jean-Louis Harel | Kerékpározás  | Férfi csapat időfutam     |
| Bronz | Nemzeti válogatott Philippe Debureau Philippe Gardent Denis Lathoud Pascal Mahé Philippe Médard Gaël Monthurel Laurent Munier Frédéric Perez Thierry Perreux Alain Portes Éric Quintin Jackson Richardson Stéphane Stoecklin Jean-Luc Thiébaut Denis Tristant Frédéric Volle | Kézilabda     | Férfi                     |
| Bronz | Hubert Bourdy Hervé Godignon Eric Navet Michel Robert | Lovaglás      | Díjugratás, csapat        |
| Bronz | Stéphan Caron | Úszás         | Férfi 100 m gyors         |
| Bronz | Franck Esposito | Úszás         | Férfi 200 m pillangó      |
| Bronz | Catherine Plewinski | Úszás         | Női 100 m pillangó        |
| Bronz | Jean-Michel Henry | Vívás         | Férfi párbajtőr, egyéni   |
| Bronz | Jean-François Lamour | Vívás         | Férfi kard, egyéni        |
| Bronz | Jean-Phillippe Daurelle Franck Ducheix Pierre Guichot Hervé Granger-Veyron Jean-François Lamour | Vívás         | Férfi kard, csapat        |

| Sport         |   |   |    | Összesen |
| Asztalitenisz | 0 | 1 | 0  | 1        |
| Atlétika      | 1 | 0 | 0  | 1        |
| Birkózás      | 0 | 0 | 0  | 0        |
| Cselgáncs     | 2 | 1 | 4  | 7        |
| Evezés        | 0 | 0 | 0  | 0        |
| Íjászat       | 1 | 0 | 0  | 1        |
| Kajak-kenu    | 0 | 1 | 3  | 4        |
| Kerékpározás  | 0 | 1 | 1  | 2        |
| Kézilabda     | 0 | 0 | 1  | 1        |
| Lovaglás      | 0 | 0 | 1  | 1        |
| Műugrás       | 0 | 0 | 0  | 0        |
| Ökölvívás     | 0 | 0 | 0  | 0        |
| Öttusa        | 0 | 0 | 0  | 0        |
| Röplabda      | 0 | 0 | 0  | 0        |
| Sportlövészet | 0 | 1 | 0  | 1        |
| Súlyemelés    | 0 | 0 | 0  | 0        |
| Szinkronúszás | 0 | 0 | 0  | 0        |
| Tenisz        | 0 | 0 | 0  | 0        |
| Tollaslabda   | 0 | 0 | 0  | 0        |
| Torna         | 0 | 0 | 0  | 0        |
| Úszás         | 0 | 0 | 3  | 3        |
| Vitorlázás    | 2 | 0 | 0  | 2        |
| Vívás         | 2 | 0 | 3  | 5        |
| Vízilabda     | 0 | 0 | 0  | 0        |
| Összesen      | 8 | 5 | 16 | 29       |

| Naponként | Naponként    | Naponként | Naponként | Naponként | Naponként | Naponként |
| --------- | ------------ | --------- | --------- | --------- | --------- | --------- |
| Nap       | Dátum        |           |           |           | Összesen  |           |
| 1.nap     | Július 25.   | —         | —         | —         | —         |           |
| 2.nap     | Július 26.   | 0         | 1         | 1         | 2         |           |
| 3.nap     | Július 27.   | 0         | 1         | 2         | 3         |           |
| 4.nap     | Július 28.   | 0         | 0         | 2         | 2         |           |
| 5.nap     | Július 29.   | 0         | 1         | 1         | 2         |           |
| 6.nap     | Július 30.   | 1         | 0         | 2         | 3         |           |
| 7.nap     | Július 31.   | 1         | 0         | 0         | 1         |           |
| 8.nap     | Augusztus 1. | 1         | 0         | 2         | 3         |           |
| 9.nap     | Augusztus 2. | 2         | 1         | 2         | 5         |           |
| 10.nap    | Augusztus 3. | 2         | 0         | 0         | 2         |           |
| 11.nap    | Augusztus 4. | 0         | 0         | 1         | 1         |           |
| 12.nap    | Augusztus 5. | 1         | 0         | 0         | 1         |           |
| 13.nap    | Augusztus 6. | 0         | 1         | 0         | 1         |           |
| 14.nap    | Augusztus 7. | 0         | 0         | 1         | 1         |           |
| 15.nap    | Augusztus 8. | 0         | 0         | 2         | 2         |           |
| 16.nap    | Augusztus 9. | 0         | 0         | 0         | 0         |           |
| Összesen  |              | 8         | 5         | 16        | 29        |           |

## Asztalitenisz
Férfi
| Versenyző                        | Versenyszám | Csoportkör | Csoportkör | Nyolcaddöntő                       | Negyeddöntő                                     | Elődöntő                         | Döntő                       | Helyezés |
| Versenyző                        | Versenyszám | Ellenfél Eredmény | Hely.      | Ellenfél Eredmény                  | Ellenfél Eredmény                               | Ellenfél Eredmény                | Ellenfél Eredmény           | Helyezés |
| -------------------------------- | ----------- | --- | ---------- | ---------------------------------- | ----------------------------------------------- | -------------------------------- | --------------------------- | -------- |
| Nicolas Chatelain                | Egyes       | C csoport · Matthew Syed (GBR) · 0-2 · Jörgen Persson (SWE) · 1-2 · Ashraf Abdel Halim Helmy (EGY) · 2-0                                                                           | 3.         | kiesett                            | kiesett                                         | kiesett                          | kiesett                     | 33.      |
| Jean-Philippe Gatien             | Egyes       | A csoport · Hagen Bower (NZL) · 2-0 · Atanda Musa (NGR) · 2-0 · Zoran Kalinić (IOP) · 2-0                                                                                          | 1.         | Ju Namgju (Yu Nam-Gyu) (KOR) · 3-2 | Yi Ding (AUT) · 3-2                             | Ma Ven-ko (Ma Wenge) (CHN) · 3-2 | Jan-Ove Waldner (SWE) · 0-3 |          |
| Damien Éloi Jean-Philippe Gatien | Páros       | H csoport · Új-Zéland (NZL) · Hagen Bower · Peter Jackson · 2-0 · Nigéria (NGR) · Atanda Musa · Sule Olaleye · 2-0 · Lengyelország (POL) · Andrzej Grubba · Leszek Kucharski · 2-1 | 1.         |                                    | Kína (CHN) · Lü Lin · Vang Tao (Wang Tao) · 1-3 | kiesett                          | kiesett                     | 5.       |
| Nicolas Chatelain Patrick Chila  | Páros       | C csoport · Japán (JPN) · Macusita Kódzsi · Sibutani Hirosi · 0-2 · Németország (GER) · Steffen Fetzner · Jörg Roßkopf · 0-2 · Chile (CHI) · Augusto Morales · Marcos Núñez · 2-0  | 3.         |                                    | kiesett                                         | kiesett                          | kiesett                     | 17.      |

Női
| Versenyző                                | Versenyszám | Csoportkör | Csoportkör | Nyolcaddöntő      | Negyeddöntő       | Elődöntő          | Döntő             | Helyezés |
| Versenyző                                | Versenyszám | Ellenfél Eredmény | Hely.      | Ellenfél Eredmény | Ellenfél Eredmény | Ellenfél Eredmény | Ellenfél Eredmény | Helyezés |
| ---------------------------------------- | ----------- | --- | ---------- | ----------------- | ----------------- | ----------------- | ----------------- | -------- |
| Xiao-Ming Wang-Dréchou                   | Egyes       | M csoport · Chan Suk Yuen (HKG) · 2-0 · Ana María Godes (ESP) · 2-0 · Kim Hjejong (Kim Hye-Yong) (PRK) · 1-2 | 2.         | kiesett           | kiesett           | kiesett           | kiesett           | 17.      |
| Emmanuelle Coubat Xiao-Ming Wang-Dréchou | Páros       | E csoport · Egyesült Államok (USA) · Diana Gee · Lily Hugh-Yip · 2-0 · Argentína (ARG) · Alejandra Gabaglio · Hae-Ja Kim de Rimasa · 2-0 · Hongkong (HKG) · Chan Tán-löü (Chan Tan Lui) · Chaj Pou-vá (Chai Po Wa) · 0-2 | 2.         |                   | kiesett           | kiesett           | kiesett           | 9.       |

## Atlétika
Férfi
| Versenyző                                                            | Versenyszám     | Előfutam      | Előfutam      | Előfutam      | Negyeddöntő | Negyeddöntő | Negyeddöntő | Elődöntő | Elődöntő | Elődöntő | Döntő    | Döntő    |
| Versenyző                                                            | Versenyszám     | Idő           | Hely.         | Össz.         | Idő         | Hely.       | Össz.       | Idő      | Hely.    | Össz.    | Idő      | Helyezés |
| -------------------------------------------------------------------- | --------------- | ------------- | ------------- | ------------- | ----------- | ----------- | ----------- | -------- | -------- | -------- | -------- | -------- |
| Max Morinière                                                        | 100 m           | 10,36         | 1.            | 8.*           | 10,34       | 4.          | 14.         | 10,42    | 7.       | 14.      | kiesett  | kiesett  |
| Daniel Sangouma                                                      | 100 m           | 10,63         | 3.            | 31.*          | 10,64       | 7.          | 28.         | kiesett  | kiesett  | kiesett  | kiesett  | kiesett  |
| Gilles Quénéhervé                                                    | 200 m           | 20,99         | 2.            | 17.           | 20,96       | 5.          | 25.         | kiesett  | kiesett  | kiesett  | kiesett  | kiesett  |
| Jean-Charles Trouabal                                                | 200 m           | nem ért célba | nem ért célba | nem ért célba | kiesett     | kiesett     | kiesett     | kiesett  | kiesett  | kiesett  | kiesett  | kiesett  |
| Frédéric Cornette                                                    | 800 m           | 1:48,22       | 4.            | 25.           |             |             |             | kiesett  | kiesett  | kiesett  | kiesett  | kiesett  |
| Pascal Thiébaut                                                      | 5000 m          | 13:31,16      | 1.            | 6.            |             |             |             |          |          |          | 13:43,39 | 13.      |
| Tony Martins-Bordelo                                                 | 10 000 m        | 28:35,13      | 9.            | 20.           |             |             |             |          |          |          | 28:47,66 | 15.      |
| Thierry Pantel                                                       | 10 000 m        | nem ért célba | nem ért célba | nem ért célba |             |             |             |          |          |          | kiesett  | kiesett  |
| Dan Philibert                                                        | 110 m gát       | 13,72         | 5.            | 18.           | 13,74       | 5.          | 13.         | 13,77    | 6.       | 11.*     | kiesett  | kiesett  |
| Sébastien Thibault                                                   | 110 m gát       | 13,94         | 5.            | 27.           | kiesett     | kiesett     | kiesett     | kiesett  | kiesett  | kiesett  | kiesett  | kiesett  |
| Philippe Tourret                                                     | 110 m gát       | 13,91         | 5.            | 24.*          | 14,09       | 8.          | 23.         | kiesett  | kiesett  | kiesett  | kiesett  | kiesett  |
| Stéphane Caristan                                                    | 400 m gát       | 49,16         | 2.            | 12.*          |             |             |             | 49,50    | 4.       | 11.      | 48,86    | 7.       |
| Stéphane Diagana                                                     | 400 m gát       | 48,41         | 2.            | 2.            |             |             |             | 48,28    | 2.       | 4.       | 48,13    | 4.       |
| Thierry Brusseau                                                     | 3000 m akadály  | 8:33,10       | 6.            | 22.           |             |             |             | 8:42,48  | 12.      | 23.      | kiesett  | kiesett  |
| Joseph Mahmoud                                                       | 3000 m akadály  | 8:30,54       | 6.            | 17.           |             |             |             | 8:52,00  | 12.      | 24.      | kiesett  | kiesett  |
| Dominique Chauvelier                                                 | Maraton         |               |               |               |             |             |             |          |          |          | 2:19:09  | 31.      |
| Luis Soares                                                          | Maraton         |               |               |               |             |             |             |          |          |          | 2:21:57  | 45.      |
| Pascal Zilliox                                                       | Maraton         |               |               |               |             |             |             |          |          |          | 2:30:02  | 64.      |
| Thierry Toutain                                                      | 20 km gyaloglás |               |               |               |             |             |             |          |          |          | kizárták | kizárták |
| Martial Fesselier                                                    | 50 km gyaloglás |               |               |               |             |             |             |          |          |          | 4:07:30  | 17.      |
| Alain Lemercier                                                      | 50 km gyaloglás |               |               |               |             |             |             |          |          |          | 4:06:31  | 16.      |
| René Piller                                                          | 50 km gyaloglás |               |               |               |             |             |             |          |          |          | 4:02:40  | 15.      |
| Max Morinière Daniel Sangouma Gilles Quénéhervé Bruno Marie-Rose     | 4 × 100 m váltó | 39,49         | 1.            | 6.            |             |             |             | 39,02    | 5.       | 7.       | kiesett  | kiesett  |
| Jean-Louis Rapnouil Yann Quentrec Stéphane Caristan Stéphane Diagana | 4 × 400 m váltó | 3:04,25       | 4.            | 11.           |             |             |             |          |          |          | kiesett  | kiesett  |

| Versenyző           | Versenyszám   | Selejtező | Selejtező | Döntő    | Döntő    |
| Versenyző           | Versenyszám   | Eredmény  | Helyezés  | Eredmény | Helyezés |
| ------------------- | ------------- | --------- | --------- | -------- | -------- |
| Philippe Collet     | Rúdugrás      | 555 cm    | 12.       | 555 cm   | 7.       |
| Philippe d'Encausse | Rúdugrás      | 550 cm    | 14.*      | kiesett  | kiesett  |
| Jean Galfione       | Rúdugrás      | 550 cm    | 13.       | kiesett  | kiesett  |
| Franck Lestage      | Távolugrás    | 772 cm    | 21.       | kiesett  | kiesett  |
| Serge Hélan         | Távolugrás    | 760 cm    | 31.       | kiesett  | kiesett  |
| Serge Hélan         | Hármasugrás   | 16,47 m   | 20.       | kiesett  | kiesett  |
| Pierre Camara       | Hármasugrás   | 17,34 m   | 1.        | 16,52 m  | 11.      |
| Georges Sainte-Rose | Hármasugrás   | 16,50 m   | 19.       | kiesett  | kiesett  |
| Christophe Épalle   | Kalapácsvetés | 76,24 m   | 7.        | 74,84 m  | 10.      |
| Frédéric Kuhn       | Kalapácsvetés | 71,76 m   | 18.       | kiesett  | kiesett  |
| Raphaël Piolanti    | Kalapácsvetés | 73,22 m   | 16.       | kiesett  | kiesett  |

| Versenyző         | Versenyszám | 100 m | 100 m | Távolugrás | Távolugrás | Súlylökés | Súlylökés | Magasugrás | Magasugrás | 400 m            | 400 m            | 110 m gát        | 110 m gát        | Diszkoszvetés    | Diszkoszvetés    | Rúdugrás         | Rúdugrás         | Gerelyhajítás    | Gerelyhajítás    | 1500 m           | 1500 m           | Végeredmény   | Végeredmény   |
| Versenyző         | Versenyszám | Idő   | Pont  | Eredmény   | Pont       | Eredmény  | Pont      | Eredmény   | Pont       | Idő              | Pont             | Idő              | Pont             | Eredmény         | Pont             | Eredmény         | Pont             | Eredmény         | Pont             | Idő              | Pont             | Pont          | Helyezés      |
| ----------------- | ----------- | ----- | ----- | ---------- | ---------- | --------- | --------- | ---------- | ---------- | ---------------- | ---------------- | ---------------- | ---------------- | ---------------- | ---------------- | ---------------- | ---------------- | ---------------- | ---------------- | ---------------- | ---------------- | ------------- | ------------- |
| Alain Blondel     | Tízpróba    | 11,31 | 793   | 731 cm     | 888        | 13,56 m   | 701       | 203 cm     | 831        | 49,19            | 852              | 14,50            | 911              | 37,78 m          | 620              | 510 cm           | 941              | 58,00 m          | 708              | 4:23,82          | 786              | 8031          | 15.           |
| William Motti     | Tízpróba    | 11,42 | 769   | 713 cm     | 845        | 15,44 m   | 817       | 212 cm     | 915        | 50,44            | 794              | 15,02            | 847              | 50,58 m          | 882              | 470 cm           | 819              | 67,50 m          | 851              | 4:48,89          | 625              | 8164          | 7.            |
| Christian Plaziat | Tízpróba    | 10,70 | 929   | 721 cm     | 864        | 14,88 m   | 782       | 197 cm     | 776        | nem állt rajthoz | nem állt rajthoz | nem állt rajthoz | nem állt rajthoz | nem állt rajthoz | nem állt rajthoz | nem állt rajthoz | nem állt rajthoz | nem állt rajthoz | nem állt rajthoz | nem állt rajthoz | nem állt rajthoz | nem ért célba | nem ért célba |

Női
| Versenyző                                                        | Versenyszám     | Előfutam | Előfutam | Előfutam | Negyeddöntő | Negyeddöntő | Negyeddöntő | Elődöntő | Elődöntő | Elődöntő | Döntő         | Döntő         |
| Versenyző                                                        | Versenyszám     | Idő      | Hely.    | Össz.    | Idő         | Hely.       | Össz.       | Idő      | Hely.    | Össz.    | Idő           | Helyezés      |
| ---------------------------------------------------------------- | --------------- | -------- | -------- | -------- | ----------- | ----------- | ----------- | -------- | -------- | -------- | ------------- | ------------- |
| Laurence Bily                                                    | 100 m           | 11,57    | 4.       | 19.*     | 11,64       | 6.          | 22.         | kiesett  | kiesett  | kiesett  | kiesett       | kiesett       |
| Patricia Girard-Léno                                             | 100 m           | 11,51    | 3.       | 18.      | 11,54       | 4.          | 16.         | 11,70    | 8.       | 16.      | kiesett       | kiesett       |
| Odiah Sidibé                                                     | 100 m           | 11,62    | 5.       | 22.*     | 11,63       | 5.          | 21.         | kiesett  | kiesett  | kiesett  | kiesett       | kiesett       |
| Valérie Jean-Charles                                             | 200 m           | 23,69    | 5.       | 25.      | 23,64       | 8.          | 26.         | kiesett  | kiesett  | kiesett  | kiesett       | kiesett       |
| Maguy Nestoret                                                   | 200 m           | 24,15    | 5.       | 33.*     | kiesett     | kiesett     | kiesett     | kiesett  | kiesett  | kiesett  | kiesett       | kiesett       |
| Elsa Devassoigne                                                 | 400 m           | 52,07    | 1.       | 3.       | 51,75       | 2.          | 15.         | 52,85    | 8.       | 16.      | kiesett       | kiesett       |
| Marie-José Pérec                                                 | 400 m           | 53,64    | 2.       | 23.      | 50,89       | 3.          | 6.          | 49,48    | 1.       | 1.       | 48,83         |               |
| Viviane Dorsile                                                  | 800 m           | 2:01,54  | 4.       | 20.      |             |             |             | kiesett  | kiesett  | kiesett  | kiesett       | kiesett       |
| Marie-Pierre Duros                                               | 1500 m          | 4:10,14  | 7.       | 21.      |             |             |             | 4:26,61  | 13.      | 26.      | kiesett       | kiesett       |
| Marie-Pierre Duros                                               | 3000 m          | 8:42,32  | 1.       | 1.       |             |             |             |          |          |          | nem ért célba | nem ért célba |
| Zhora Graziani-Koullou                                           | 3000 m          | 8:55,21  | 5.       | 18.      |             |             |             |          |          |          | kiesett       | kiesett       |
| Rosario Murcia                                                   | 10 000 m        | 33:16,96 | 14.      | 26.      |             |             |             |          |          |          | kiesett       | kiesett       |
| Annette Sergent-Palluy                                           | 10 000 m        | 32:57,29 | 12.      | 23.      |             |             |             |          |          |          | kiesett       | kiesett       |
| Cécile Cinélu                                                    | 100 m gát       | 13,40    | 3.       | 23.*     | 13,07       | 5.          | 9.          | 13,24    | 8.       | 12.      | kiesett       | kiesett       |
| Monique Éwanjé-Épée-Tourret                                      | 100 m gát       | 13,73    | 7.       | 30.      | kiesett     | kiesett     | kiesett     | kiesett  | kiesett  | kiesett  | kiesett       | kiesett       |
| Anne Piquereau                                                   | 100 m gát       | 13,11    | 2.       | 9.*      | 13,17       | 3.          | 11.*        | 13,32    | 5.       | 13.      | kiesett       | kiesett       |
| Maria Rebélo-Lelut                                               | Maraton         |          |          |          |             |             |             |          |          |          | nem ért célba | nem ért célba |
| Patricia Girard-Léno Odiah Sidibé Laurence Bily Marie-José Pérec | 4 × 100 m váltó | 42,58    | 3.       | 5.       |             |             |             |          |          |          | 42,85         | 4.            |

| Versenyző       | Versenyszám | Selejtező | Selejtező | Döntő    | Döntő    |
| Versenyző       | Versenyszám | Eredmény  | Helyezés  | Eredmény | Helyezés |
| --------------- | ----------- | --------- | --------- | -------- | -------- |
| Sandrine Fricot | Magasugrás  | 190 cm    | 21.       | kiesett  | kiesett  |

| Versenyző      | Versenyszám | 100 m gát | 100 m gát | Magasugrás | Magasugrás | Súlylökés | Súlylökés | 200 m | 200 m | Távolugrás | Távolugrás | Gerelyhajítás | Gerelyhajítás | 800 m   | 800 m | Végeredmény | Végeredmény |
| Versenyző      | Versenyszám | Idő       | Pont      | Eredmény   | Pont       | Eredmény  | Pont      | Idő   | Pont  | Eredmény   | Pont       | Eredmény      | Pont          | Idő     | Pont  | Pont        | Helyezés    |
| -------------- | ----------- | --------- | --------- | ---------- | ---------- | --------- | --------- | ----- | ----- | ---------- | ---------- | ------------- | ------------- | ------- | ----- | ----------- | ----------- |
| Odile Lesage   | Hétpróba    | 13,75     | 1014      | 188 cm     | 1080       | 13,48 m   | 759       | 25,24 | 865   | 599 cm     | 846        | 41,28 m       | 692           | 2:15,57 | 885   | 6141        | 15.         |
| Nathalie Teppe | Hétpróba    | 14,06     | 970       | 179 cm     | 966        | 12,69 m   | 707       | 26,13 | 786   | 565 cm     | 744        | 52,58 m       | 910           | 2:24,42 | 764   | 5847        | 23.         |

* - egy másik versenyzővel azonos időt/eredményt ért el

## Birkózás
Kötöttfogású
| Versenyző        | Versenyszám | Csoportkör | Csoportkör | Helyosztók        | Helyosztók        | Helyosztók                               | Bronz- mérkőzés   | Döntő             | Helyezés    |
| Versenyző        | Versenyszám | Csoportkör | Csoportkör | 9. helyért        | 7. helyért        | 5. helyért                               | Bronz- mérkőzés   | Döntő             | Helyezés    |
| Versenyző        | Versenyszám | Ellenfél Eredmény | Hely.      | Ellenfél Eredmény | Ellenfél Eredmény | Ellenfél Eredmény                        | Ellenfél Eredmény | Ellenfél Eredmény | Helyezés    |
| ---------------- | ----------- | --- | ---------- | ----------------- | ----------------- | ---------------------------------------- | ----------------- | ----------------- | ----------- |
| Serge Robert     | 52 kg       | A csoport · Ismo Kamesaki (FIN) · 1-2 · Valentin Rebegea (ROU) · 1-2 | 7.         | kiesett           | kiesett           | kiesett                                  | kiesett           | kiesett           | helyezetlen |
| Patrice Mourier  | 57 kg       | A csoport · Dennis Hall (USA) · 0-3 · Nikola Zseljazkov Dimitrov (BUL) · 4-1 · William Lara (CUB) · 1-2 · Rifat Yildiz (GER) · 0-6                                                                     | 6.         | kiesett           | kiesett           | kiesett                                  | kiesett           | kiesett           | helyezetlen |
| Ghani Yalouz     | 68 kg       | B csoport · Szabó Palóc Nándor (IOP) · 4-2 · Petrică Cărare (ROU) · 3-2 · Sztojan Sztojanov (BUL) · 3-2 · Repka Attila (HUN) · 0-6 · Rodney Smith (USA) · 5-7                                          | 3.         |                   |                   | Abdollah Chamangoli (IRI) · visszalépett |                   |                   | 5.          |
| Yvon Riemer      | 74 kg       | B csoport · Vej Csing-kun (Wei Qingkun) (CHN) · 8-0 (kétvállas) · Aléxandrosz Triandafilídisz (GRE) · 8-0 · Nestor Almanza (CUB) · 0-2 · Karolj Kasap (CAN) · 13-0 · Mnacakan Iszkandarjan (EUN) · 1-7 | 3.         |                   |                   | Anton Marchl (AUT) · 12-0                |                   |                   | 5.          |
| Martial Mischler | 82 kg       | B csoport · Leonídasz Papász (GRE) · 2-0 · Daniel Henderson (USA) · 2-7 · Magnus Fredriksson (SWE) · 0-2                                                                                               | 6.         | kiesett           | kiesett           | kiesett                                  | kiesett           | kiesett           | helyezetlen |
| Henri Meiss      | 90 kg       | A csoport · Pajo Ivošević (IOP) · 1-0 · Jordánisz Konsztandinídisz (GRE) · 1-6 · Michael Foy (USA) · 0-9 (kétvállas)                                                                                   | 8.         | kiesett           | kiesett           | kiesett                                  | kiesett           | kiesett           | helyezetlen |

Szabadfogású
| Versenyző       | Versenyszám | Csoportkör | Csoportkör | Helyosztók                        | Helyosztók        | Helyosztók        | Bronz- mérkőzés   | Döntő             | Helyezés    |
| Versenyző       | Versenyszám | Csoportkör | Csoportkör | 9. helyért                        | 7. helyért        | 5. helyért        | Bronz- mérkőzés   | Döntő             | Helyezés    |
| Versenyző       | Versenyszám | Ellenfél Eredmény | Hely.      | Ellenfél Eredmény                 | Ellenfél Eredmény | Ellenfél Eredmény | Ellenfél Eredmény | Ellenfél Eredmény | Helyezés    |
| --------------- | ----------- | --- | ---------- | --------------------------------- | ----------------- | ----------------- | ----------------- | ----------------- | ----------- |
| Thierry Bourdin | 52 kg       | B csoport · Alfredo Leyva (CUB) · 1-4 · Szató Micuru (JPN) · 3-7 (kétvállas)                                               | 8.         | kiesett                           | kiesett           | kiesett           | kiesett           | kiesett           | helyezetlen |
| Gérard Sartoro  | 68 kg       | B csoport · Cris Brown (AUS) · 4-3 · Ahmad el-Aoszta (SYR) · 1-0 · Valentin Gecov (BUL) · 2-9 · Ali Akbarnejad (IRI) · 0-3 | 5.         | Elekes Endre (HUN) · visszalépett |                   |                   |                   |                   | 9.          |
| Alcide Legrand  | 82 kg       | A csoport · Jozef Lohyňa (TCH) · 0-6 · Roberto Neves Filho (BRA) · 15-0 · Nicolae Ghiţă (ROU) · 2-3                        | 7.         | kiesett                           | kiesett           | kiesett           | kiesett           | kiesett           | helyezetlen |

## Cselgáncs
Férfi
| Versenyző          | Versenyszám  | Selejtező                       | 32-es főtábla                        | Nyolcaddöntő                      | Negyeddöntő                         | Elődöntő                          | Vigaszág első kör | Vigaszág nyolcaddöntő            | Vigaszág negyeddöntő             | Vigaszág elődöntő                 | Bronz- mérkőzés                   | Döntő                             | Helyezés |
| Versenyző          | Versenyszám  | Ellenfél Eredmény               | Ellenfél Eredmény                    | Ellenfél Eredmény                 | Ellenfél Eredmény                   | Ellenfél Eredmény                 | Ellenfél Eredmény | Ellenfél Eredmény                | Ellenfél Eredmény                | Ellenfél Eredmény                 | Ellenfél Eredmény                 | Ellenfél Eredmény                 | Helyezés |
| ------------------ | ------------ | ------------------------------- | ------------------------------------ | --------------------------------- | ----------------------------------- | --------------------------------- | ----------------- | -------------------------------- | -------------------------------- | --------------------------------- | --------------------------------- | --------------------------------- | -------- |
| Philippe Pradayrol | Légsúly      | Antonio Okada (USA) · 0010-0000 | Salah Al-Humaidi (YEM) · 1000-0000   | Haldun Efemgil (TUR) · 0001-0000  | Richard Trautmann (GER) · 0000-1000 |                                   |                   |                                  | Ewan Beaton (CAN) · 1000-0000    | Willis García (VEN) · 1100-0000   | Kosino Tadanori (JPN) · 0000-1100 |                                   | 5.       |
| Benôit Campargue   | Harmatsúly   | Eric Born (SUI) · 0100-0000     | Marujama Kendzsi (JPN) · 0000-1000   | kiesett                           | kiesett                             | kiesett                           |                   |                                  |                                  |                                   |                                   |                                   | 24.      |
| Bruno Carabatta    | Könnyűsúly   | erőnyerő                        | Alpaslan Ayan (TUR) · 1000-0000      | Stefan Dott (GER) · 0000-0010     |                                     |                                   |                   | Lusambu Mafuta (ZAI) · 1000-0000 | Jorma Korhonen (FIN) · 1000-0000 | Wiesław Błach (POL) · 0100-0000   | Jeong Hun (KOR) · 0000-0010       |                                   | 5.       |
| Bertrand Damaisin  | Váltósúly    | erőnyerő                        | Olivier Schaffter (SUI) · 0001-0000  | Anton Summer (AUT) · 1000-0000    | Johan Laats (BEL) · 0000-1000       |                                   |                   |                                  | Zsoldos Zsolt (HUN) · 1000-0000  | Alexandru Ciupe (ROU) · 0001-0000 | Lars Adolfsson (SWE) · 0100-0000  |                                   |          |
| Pascal Tayot       | Középsúly    | erőnyerő                        | Korbel Károly (HUN) · 0001-0000      | Adrian Croitoru (ROU) · 0001-0000 | Andrés Franco (CUB) · 0001-0000     | Axel Lobenstein (GER) · 1000-0000 |                   |                                  |                                  |                                   |                                   | Waldemar Legień (POL) · 0000-0010 |          |
| Stéphane Traineau  | Félnehézsúly | Hengky Pie (INA) · 1000-0000    | Bjarni Friðriksson (ISL) · 1000-0000 | Leonard White (USA) · 0000-1000   | kiesett                             | kiesett                           |                   |                                  |                                  |                                   |                                   |                                   | 17.      |
| David Douillet     | Nehézsúly    |                                 | Elvis Gordon (GBR) · 1000-0000       | Henry Stöhr (GER) · 0001-0000     | Ernesto Pérez (ESP) · 1100-0000     | Ogava Naoja (JPN) · 0000-1100     |                   |                                  |                                  |                                   | Frank Moreno (CUB) · 0010-0000    |                                   |          |

Női
| Versenyző        | Versenyszám  | Selejtező                                 | Nyolcaddöntő                               | Negyeddöntő                            | Elődöntő                              | Vigaszág nyolcaddöntő            | Vigaszág negyeddöntő                | Vigaszág elődöntő                    | Bronz- mérkőzés                    | Döntő                          | Helyezés |
| Versenyző        | Versenyszám  | Ellenfél Eredmény                         | Ellenfél Eredmény                          | Ellenfél Eredmény                      | Ellenfél Eredmény                     | Ellenfél Eredmény                | Ellenfél Eredmény                   | Ellenfél Eredmény                    | Ellenfél Eredmény                  | Ellenfél Eredmény              | Helyezés |
| ---------------- | ------------ | ----------------------------------------- | ------------------------------------------ | -------------------------------------- | ------------------------------------- | -------------------------------- | ----------------------------------- | ------------------------------------ | ---------------------------------- | ------------------------------ | -------- |
| Cécile Nowak     | Légsúly      | Carolina Mariani (ARG) · visszalépett     | Hülya Şenyurt (TUR) · 1000-0000            | Giovanna Tortora (ITA) · 0001-0000     | Szalíma esz-Szuákri (ALG) · 1000-0000 |                                  |                                     |                                      |                                    | Tamura Rjóko (JPN) · 0001-0000 |          |
| Dominique Berna  | Harmatsúly   | Parragh Katalin (HUN) · 0001-0000         | Carolina Mariani (ARG) · 0000-0001         | kiesett                                | kiesett                               |                                  |                                     |                                      |                                    |                                | 16.      |
| Catherine Arnaud | Könnyűsúly   | Pascale Mainville (CAN) · 1000-0000       | Law Lai Wah (HKG) · 1000-0000              | Nicola Fairbrother (GBR) · 0000-1100   |                                       |                                  | Barbara Eck (AUT) · 0010-0000       | Kate Donahoo (USA) · 0000-0001       | kiesett                            |                                | 7.       |
| Cathérine Fleury | Váltósúly    | Debbie Warren-Jeans (ZIM) · 1000-0000     | Ileana Beltran (CUB) · 0001-0000           | Xiomara Griffith (VEN) · 1000-0000     | Gu Hyeon-Suk (KOR) · 1000-0000        |                                  |                                     |                                      |                                    | Yael Arad (ISR) · 0010-0000    |          |
| Claire Lecat     | Középsúly    | María del Carmen Bellón (ESP) · 0010-0000 | Laisa Laveti Tuifagalele (FIJ) · 0001-0000 | Emanuela Pierantozzi (ITA) · 0000-0001 |                                       |                                  | Marie Chantal Han (NED) · 0001-0000 | Laura Martinel (ARG) · 1000-0000     | Kate Howey (GBR) · 0000-0100       |                                | 5.       |
| Laetitia Meignan | Félnehézsúly | Irene de Kok (NED) · 0000-0010            |                                            |                                        |                                       | Simona Richter (ROU) · 1000-0000 | Ulla Werbrouck (BEL) · 1000-0000    | Katarina Håkansson (SWE) · 0010-0000 | Josephine Horton (GBR) · 1000-0000 |                                |          |
| Natalia Lupino   | Nehézsúly    | Nilmari Santini (PUR) · 1000-0000         | Jane Patterson (CAN) · 1000-0000           | Szvetlana Gundarenko (EUN) · 1000-0000 | Estela Rodríguez (CUB) · 0000-0010    |                                  |                                     |                                      | Claudia Weber (GER) · 1000-0000    |                                |          |

## Evezés
Férfi
| Versenyző                                                                                         | Versenyszám              | Előfutam | Előfutam | Vigaszág | Vigaszág | Elődöntő | Elődöntő | Elődöntő | Döntő | Döntő   | Döntő | Helyezés |
| Versenyző                                                                                         | Versenyszám              | Idő      | Hely.    | Idő      | Hely.    | Típus    | Idő      | Hely.    | Típus | Idő     | Hely. | Helyezés |
| ------------------------------------------------------------------------------------------------- | ------------------------ | -------- | -------- | -------- | -------- | -------- | -------- | -------- | ----- | ------- | ----- | -------- |
| Michel Andrieux Jean-Christophe Rolland                                                           | Kormányos nélküli kettes | 6:39,95  | 2.       | 6:43,83  | 1.       | A/B      | 6:33,88  | 1.       | A     | 6:36,34 | 4.    | 4.       |
| Patrick Berthou Laurent Lacasa Emmanuel Bunoz (kormányos)                                         | Kormányos kettes         | 7:03,77  | 2.       | 7:08,63  | 2.       | A/B      | 6:53,96  | 3.       | A     | 7:03,01 | 6.    | 6.       |
| Fiorenzo Di Giovanni Frédéric LeClerc Yves Lamarque Samuel Barathay                               | Négypárevezős            | 5:47,80  | 1.       |          |          | A/B      | 5:48,72  | 3.       | A     | 5:54,80 | 6.    | 6.       |
| Jean-Pierre Le Lain Patrick Vibert-Vichet Bruno Dumay Dominique Lecointe                          | Kormányos nélküli négyes | 6:15,23  | 4.       | 6:13,37  | 3.       | A/B      | 6:12,57  | 6.       | B     | 6:17,69 | 6.    | 12.      |
| Yannick Schulte Philippe Lot Daniel Fauché Jean-Paul Vergne Jean-Pierre Huguet-Balent (kormányos) | Kormányos négyes         | 6:26,51  | 4.       | 6:18,77  | 2.       |          |          |          | A     | 6:06,82 | 5.    | 5.       |

Női
| Versenyző                                                                    | Versenyszám              | Előfutam | Előfutam | Vigaszág | Vigaszág | Elődöntő | Elődöntő | Elődöntő | Döntő | Döntő   | Döntő | Helyezés |
| Versenyző                                                                    | Versenyszám              | Idő      | Hely.    | Idő      | Hely.    | Típus    | Idő      | Hely.    | Típus | Idő     | Hely. | Helyezés |
| ---------------------------------------------------------------------------- | ------------------------ | -------- | -------- | -------- | -------- | -------- | -------- | -------- | ----- | ------- | ----- | -------- |
| Corinne Le Moal                                                              | Egypárevezős             | 7:50,96  | 2.       |          |          | A/B      | 7:39,78  | 3.       | A     | 7:41,85 | 6.    | 6.       |
| Christine Gossé Isabelle Danjou                                              | Kormányos nélküli kettes | 7:43,29  | 1.       |          |          | A/B      | 7:12,35  | 2.       | A     | 7:08,70 | 4.    | 4.       |
| Frédérique Heligon Chantal Lafon Christine Dubosquelle-Jullien Hélène Cortin | Kormányos nélküli négyes | 6:50,95  | 2.       | 6:50,23  | 3.       |          |          |          | B     | 6:45,16 | 1.    | 7.       |

## Íjászat
Férfi
| Versenyző                                   | Versenyszám | Selejtező | Selejtező | Selejtező | Selejtező | Selejtező | Selejtező | Selejtező | Selejtező | Selejtező | Selejtező | Kieséses szakasz                    | Kieséses szakasz                                                                       | Kieséses szakasz                                                             | Kieséses szakasz                                                                | Kieséses szakasz                                                                                       | Helyezés |
| Versenyző                                   | Versenyszám | 30 m      | 30 m      | 50 m      | 50 m      | 70 m      | 70 m      | 90 m      | 90 m      | Pont      | Hely.     | 32-es főtábla                       | Nyolcaddöntő                                                                           | Negyeddöntő                                                                  | Elődöntő                                                                        | Döntő                                                                                                  | Helyezés |
| Versenyző                                   | Versenyszám | Pont      | Hely.     | Pont      | Hely.     | Pont      | Hely.     | Pont      | Hely.     | Pont      | Hely.     | Ellenfél Eredmény                   | Ellenfél Eredmény                                                                      | Ellenfél Eredmény                                                            | Ellenfél Eredmény                                                               | Ellenfél Eredmény                                                                                      | Helyezés |
| ------------------------------------------- | ----------- | --------- | --------- | --------- | --------- | --------- | --------- | --------- | --------- | --------- | --------- | ----------------------------------- | -------------------------------------------------------------------------------------- | ---------------------------------------------------------------------------- | ------------------------------------------------------------------------------- | --- | -------- |
| Bruno Felipe                                | Egyéni      | 351       | 9.        | 321       | 20.       | 308       | 61.       | 293       | 25.       | 1273      | 31.       | Vagyim Sikarev (EUN) (2.) · 102-103 | kiesett                                                                                | kiesett                                                                      | kiesett                                                                         | kiesett                                                                                                | 21.      |
| Sébastien Flûte                             | Egyéni      | 344       | 37.       | 318       | 33.       | 328       | 12.       | 311       | 4.        | 1301      | 14.       | Im Hui-Sik (KOR) (19.) · 107-102    | Han Seung-Hun (KOR) (3.) · 106-97                                                      | Jari Lipponen (FIN) (6.) · 109-103                                           | Martinius Grov (NOR) (7.) · 110-107                                             | Jeong Jae-Heon (KOR) (1.) · 110-107                                                                    |          |
| Michaël Taupin                              | Egyéni      | 343       | 39.       | 301       | 64.       | 316       | 43.       | 272       | 59.       | 1232      | 56.       | kiesett                             | kiesett                                                                                | kiesett                                                                      | kiesett                                                                         | kiesett                                                                                                | 56.      |
| Bruno Felipe Sébastien Flûte Michaël Taupin | Csapat      | 1038      | 6.        | 940       | 16.       | 952       | 12.       | 876       | 7.        | 3806      | 9.        |                                     | Olaszország (ITA) · Ilario Di Buò · Andrea Parenti · Alessandro Rivolta (8.) · 235-229 | Dél-Korea (KOR) · Im Hui-Sik · Jeong Jae-Heon · Han Seung-Hun (1.) · 241-240 | Finnország (FIN) · Ismo Falck · Jari Lipponen · Tomi Poikolainen (5.) · 230-237 | Bronzmérkőzés · Nagy-Britannia (GBR) · Steven Hallard · Richard Priestman · Simon Terry (6.) · 231-233 | 4.       |

Női
| Versenyző                                         | Versenyszám | Selejtező | Selejtező | Selejtező | Selejtező | Selejtező | Selejtező | Selejtező | Selejtező | Selejtező | Selejtező | Kieséses szakasz                                | Kieséses szakasz                                                                                     | Kieséses szakasz                                                                          | Kieséses szakasz                                                               | Kieséses szakasz | Helyezés |
| Versenyző                                         | Versenyszám | 30 m      | 30 m      | 50 m      | 50 m      | 60 m      | 60 m      | 70 m      | 70 m      | Pont      | Hely.     | 32-es főtábla                                   | Nyolcaddöntő                                                                                         | Negyeddöntő                                                                               | Elődöntő                                                                       | Döntő | Helyezés |
| Versenyző                                         | Versenyszám | Pont      | Hely.     | Pont      | Hely.     | Pont      | Hely.     | Pont      | Hely.     | Pont      | Hely.     | Ellenfél Eredmény                               | Ellenfél Eredmény                                                                                    | Ellenfél Eredmény                                                                         | Ellenfél Eredmény                                                              | Ellenfél Eredmény | Helyezés |
| ------------------------------------------------- | ----------- | --------- | --------- | --------- | --------- | --------- | --------- | --------- | --------- | --------- | --------- | ----------------------------------------------- | --- | ----------------------------------------------------------------------------------------- | ------------------------------------------------------------------------------ | --- | -------- |
| Séverine Bonal                                    | Egyéni      | 348       | 8.        | 326       | 10.       | 334       | 6.        | 313       | 14.       | 1321      | 9.        | Ri Mjonggum (Li Myong-Gum) (PRK) (24.) · 104-96 | Lai Fang-Mei (TPE) (8.) · 108-109                                                                    | kiesett                                                                                   | kiesett                                                                        | kiesett | 9.       |
| Christine Gabillard                               | Egyéni      | 340       | 36.       | 304       | 37.       | 320       | 33.       | 290       | 42.       | 1254      | 41.*      | kiesett                                         | kiesett                                                                                              | kiesett                                                                                   | kiesett                                                                        | kiesett | 41.*     |
| Nathalie Hibon                                    | Egyéni      | 339       | 38.       | 315       | 20.       | 330       | 16.       | 301       | 29.       | 1285      | 23.       | Joanna Nowicka (POL) (10.) · 100-105            | kiesett                                                                                              | kiesett                                                                                   | kiesett                                                                        | kiesett | 22.      |
| Séverine Bonal Christine Gabillard Nathalie Hibon | Csapat      | 1027      | 6.        | 945       | 6.        | 984       | 4.        | 904       | 8.        | 3860      | 5.        |                                                 | Indonézia (INA) · Rusena Gelanteh · Purnama Pandiangan · Nurfitriyana Saiman-Lantang (12.) · 236-235 | Egyesült Államok (USA) · Sherry Block · Jennifer O'Donnell · Denise Parker (4.) · 234-225 | Dél-Korea (KOR) · Lee Eun-Gyeong · Cho Yun-Jeong · Kim Szunjong (1.) · 221-246 | Bronzmérkőzés · Egyesített Csapat (EUN) · Ljudmila Arzsannikova · Hatuna Kvrivisvili · Natalia Valeeva (2.) · 222-240 | 4.       |

* - három másik versenyzővel azonos eredményt ért el

## Kajak-kenu

### Síkvízi
Férfi
| Versenyző                                                           | Versenyszám         | Előfutam | Előfutam | Előfutam | Vigaszág | Vigaszág | Vigaszág | Elődöntő | Elődöntő | Elődöntő | Döntő   | Döntő    |
| Versenyző                                                           | Versenyszám         | Idő      | Hely.    | Össz.    | Idő      | Hely.    | Össz.    | Idő      | Hely.    | Össz.    | Idő     | Helyezés |
| ------------------------------------------------------------------- | ------------------- | -------- | -------- | -------- | -------- | -------- | -------- | -------- | -------- | -------- | ------- | -------- |
| Olivier Lasak Philippe Aubertin                                     | Kajak kettes 500 m  | 1:49,42  | 8.       | 29.      | 1:32,51  | 3.       | 8.       | 1:33,20  | 9.       | 17.      | kiesett | kiesett  |
| Philippe Boccara Pascal Boucherit                                   | Kajak kettes 1000 m | 3:26,81  | 5.       | 17.      | 3:18,13  | 3.       | 5.       | 3:21,02  | 5.       | 10.      | kiesett | kiesett  |
| Pierre Lubac Jean-François Briand Sébastien Mayer Patrick Lancereau | Kajak négyes 1000 m | 3:02,60  | 5.       | 14.      |          |          |          | 2:58,98  | 6.       | 9.       | kiesett | kiesett  |
| Pascal Sylvoz                                                       | Kenu egyes 500 m    | 1:54,60  | 4.       | 6.       | 1:55,72  | 1.       | 4.       | 1:54,38  | 4.       | 5.       | 1:55,96 | 7.       |
| Pascal Sylvoz                                                       | Kenu egyes 1000 m   | 4:03,39  | 2.       | 4.       | erőnyerő | erőnyerő | erőnyerő | 4:06,83  | 1.       | 6.       | 4:09,82 | 5.       |
| Didier Hoyer Oliver Boivin                                          | Kenu kettes 500 m   | 1:44,46  | 3.       | 8.       |          |          |          | 1:42,09  | 1.       | 3.       | 1:43,04 | 6.       |
| Didier Hoyer Oliver Boivin                                          | Kenu kettes 1000 m  | 3:35,82  | 2.D      | 5.       |          |          |          |          |          |          | 3:39,51 |          |

Női
| Versenyző                                                                 | Versenyszám        | Előfutam | Előfutam | Előfutam | Elődöntő | Elődöntő | Elődöntő | Döntő   | Döntő    |
| Versenyző                                                                 | Versenyszám        | Idő      | Hely.    | Össz.    | Idő      | Hely.    | Össz.    | Idő     | Helyezés |
| ------------------------------------------------------------------------- | ------------------ | -------- | -------- | -------- | -------- | -------- | -------- | ------- | -------- |
| Sabine Goetschy-Kleinhenz                                                 | Kajak egyes 500 m  | 1:57,68  | 3.       | 12.      | 1:51,99  | 3.       | 4.       | 1:53,53 | 6.       |
| Sabine Goetschy-Kleinhenz Bernadette Brégeon-Hettich                      | Kajak kettes 500 m | 1:45,19  | 3.       | 9.       | 1:43,61  | 6.       | 9.       | kiesett | kiesett  |
| Françoise Lasak Bernadette Brégeon-Hettich Isabelle Boulogne Anne Michaut | Kajak négyes 500 m | 1:39,27  | 5.       | 11.      | 1:41,83  | 5.       | 10.      | kiesett | kiesett  |

### Szlalom
Férfi
| Versenyző                      | Versenyszám | Döntő    | Döntő    | Döntő    | Döntő    | Döntő         | Helyezés |
| Versenyző                      | Versenyszám | 1. futam | 1. futam | 2. futam | 2. futam | Jobb eredmény | Helyezés |
| Versenyző                      | Versenyszám | Pont     | Hely.    | Pont     | Hely.    | Pont          | Helyezés |
| ------------------------------ | ----------- | -------- | -------- | -------- | -------- | ------------- | -------- |
| Laurent Brissaud               | Kajak egyes | 109,37   | 2.       | 123,02   | 24.      | 109,37        | 5.       |
| Sylvain Curinier               | Kajak egyes | 133,09   | 34.      | 107,06   | 2.       | 107,06        |          |
| Vincent Fondeviole             | Kajak egyes | 112,69   | 11.      | 285,19   | 43.      | 112,69        | 14.      |
| Jecky Avrill                   | Kenu egyes  | 117,18   | 1.       | 135,75   | 18.      | 117,18        |          |
| Emmanuel Brugvin               | Kenu egyes  | 125,14   | 9.       | 119,19   | 5.       | 119,19        | 7.       |
| Thierry Humeau                 | Kenu egyes  | 127,42   | 11.      | 124,91   | 15.      | 124,91        | 18.      |
| Franck Adisson Wilfrid Forgues | Kenu kettes | 144,09   | 10.      | 124,38   | 3.       | 124,38        |          |
| Eric Biau Bertrand Daille      | Kenu kettes | 133,83   | 6.       | 160,64   | 15.      | 133,83        | 11.      |
| Thierry Saïdi Emmanuel Del Rey | Kenu kettes | 132,29   | 5.       | 137,96   | 12.      | 132,29        | 8.       |

Női
| Versenyző            | Versenyszám | Döntő    | Döntő    | Döntő    | Döntő    | Döntő         | Helyezés |
| Versenyző            | Versenyszám | 1. futam | 1. futam | 2. futam | 2. futam | Jobb eredmény | Helyezés |
| Versenyző            | Versenyszám | Pont     | Hely.    | Pont     | Hely.    | Pont          | Helyezés |
| -------------------- | ----------- | -------- | -------- | -------- | -------- | ------------- | -------- |
| Marianne Agulhon     | Kajak egyes | 140,44   | 7.       | 132,89   | 4.       | 132,89        | 5.       |
| Anne Boixel          | Kajak egyes | 203,19   | 24.      | 140,81   | 8.       | 140,81        | 11.      |
| Myriam Jerusalmi-Fox | Kajak egyes | 150,86   | 14.      | 150,76   | 15.      | 150,76        | 21.      |

## Kerékpározás

### Országúti kerékpározás
Férfi
| Versenyző                                                              | Versenyszám     | Idő            | Helyezés      |
| ---------------------------------------------------------------------- | --------------- | -------------- | ------------- |
| Sylvain Bolay                                                          | Mezőnyverseny   | 4:35:56(+0:35) | 7.            |
| Pascal Hervé                                                           | Mezőnyverseny   | 4:35:56(+0:35) | 48.           |
| Emmanuel Magnien                                                       | Mezőnyverseny   | nem ért célba  | nem ért célba |
| Hervé Boussard Didier Faivre-Pierret Philippe Gaumont Jean-Louis Harel | Csapat időfutam | 2:05:25(+3:46) |               |

Női
| Versenyző              | Versenyszám   | Idő            | Helyezés |
| ---------------------- | ------------- | -------------- | -------- |
| Marion Clignet         | Mezőnyverseny | 2:05:13(+0:31) | 33.      |
| Jeannie Longo-Ciprelli | Mezőnyverseny | 2:05:02(+0:20) |          |
| Catherine Marsal       | Mezőnyverseny | 2:05:03(+0:21) | 21.      |

### Pálya-kerékpározás
Sprintversenyek
| Versenyző         | Versenyszám  | Selejtező | Selejtező | 1. forduló                                                   | 1. forduló | Vigaszág selejtező   | Vigaszág selejtező | Vigaszág döntő       | Vigaszág döntő | 2. forduló                                          | 2. forduló | Vigaszág                         | Vigaszág | Negyeddöntő                     | 5–8. helyért           | 5–8. helyért | Elődöntő                             | Döntő                                                 | Helyezés    |
| Versenyző         | Versenyszám  | Idő       | Hely.     | Ellenfelek Győztes idő                                       | Hely.      | Ellenfél Győztes idő | Hely.              | Ellenfél Győztes idő | Hely.          | Ellenfelek Győztes idő                              | Hely.      | Ellenfél Győztes idő             | Hely.    | Ellenfél Győztes idő            | Ellenfelek Győztes idő | Hely.        | Ellenfél Győztes idő                 | Ellenfél Győztes idő                                  | Helyezés    |
| ----------------- | ------------ | --------- | --------- | ------------------------------------------------------------ | ---------- | -------------------- | ------------------ | -------------------- | -------------- | --------------------------------------------------- | ---------- | -------------------------------- | -------- | ------------------------------- | ---------------------- | ------------ | ------------------------------------ | ----------------------------------------------------- | ----------- |
| Frédéric Magné    | Férfi egyéni | 10,617    | 7.        | Jaroslav Jeřábek (TCH) · Sean Bloch (RSA) · 11,230           | 1.         |                      |                    |                      |                | Gary Neiwand (AUS) · Roberto Chiappa (ITA) · 11,112 | 2.         | Kenneth Carpenter (USA) · 11,390 | 2.       | kiesett                         | kiesett                | kiesett      | kiesett                              | kiesett                                               | helyezetlen |
| Félicia Ballanger | Női egyéni   | 11,508    | 2.        | Kuroki Mika (JPN) · Cornelia Pareskevin-Young (USA) · 12,615 | 1.         |                      |                    |                      |                |                                                     |            |                                  |          | Vang Jen (CHN) · 12,536, 14,786 |                        |              | Erika Salumäe (EST) · 11,937, 12,423 | Bronzmérkőzés · Ingrid Haringa (NED) · 12,402, 12,400 | 4.          |

Üldözőversenyek
| Versenyző                                                    | Versenyszám                | Selejtező | Selejtező | Negyeddöntő                    | Negyeddöntő | Negyeddöntő | Elődöntő     | Elődöntő  | Elődöntő | Döntő        | Döntő     | Helyezés |
| Versenyző                                                    | Versenyszám                | Idő       | Hely.     | Ellenfél Idő                   | Saját idő   | Hely.       | Ellenfél Idő | Saját idő | Hely.    | Ellenfél Idő | Saját idő | Helyezés |
| ------------------------------------------------------------ | -------------------------- | --------- | --------- | ------------------------------ | ----------- | ----------- | ------------ | --------- | -------- | ------------ | --------- | -------- |
| Philippe Ermenault                                           | Férfi egyéni üldözőverseny | 4:33,892  | 5.        | Gary Anderson (NZL) · 4:27,954 | 4:28,838    | 5.          | kiesett      | kiesett   | kiesett  | kiesett      | kiesett   | 5.       |
| Jeannie Longo-Ciprelli                                       | Női egyéni üldözőverseny   | 3:46,935  | 6.        | Rebecca Twigg (USA) · 3:46,508 | 3:46,547    | 5.          | kiesett      | kiesett   | kiesett  | kiesett      | kiesett   | 5.       |
| Hervé Dagorné Philippe Ermenault Daniel Pandèle Pascal Potié | Férfi csapat üldözőverseny | 4:23,924  | 11.       | kiesett                        | kiesett     | kiesett     | kiesett      | kiesett   | kiesett  | kiesett      | kiesett   | 11.      |

Időfutam
| Versenyző        | Versenyszám           | Idő      | Helyezés |
| ---------------- | --------------------- | -------- | -------- |
| Frédéric Lancien | Férfi egyéni időfutam | 1:05,157 | 6.       |

Pontversenyek
| Versenyző   | Versenyszám       | Selejtező | Selejtező | Selejtező | Selejtező | Döntő     | Döntő | Helyezés |
| Versenyző   | Versenyszám       | Csoport   | lekörözés | Pont      | Hely.     | lekörözés | Pont  | Helyezés |
| ----------- | ----------------- | --------- | --------- | --------- | --------- | --------- | ----- | -------- |
| Eric Magnin | Férfi pontverseny | A         | 1         | 30        | 3.        | -         | 24    | 6.       |

## Kézilabda

### Férfi
| Francia férfi kézilabdacsapat-játékoskeret                                                                                                | Francia férfi kézilabdacsapat-játékoskeret |
| --- | --- |
| - Philippe Debureau - Philippe Gardent - Denis Lathoud - Pascal Mahé - Philippe Médard - Gaël Monthurel - Laurent Munier - Frédéric Perez | - Thierry Perreux - Alain Portes - Éric Quintin - Jackson Richardson - Stéphane Stoecklin - Jean-Luc Thiébaut - Denis Tristant - Frédéric Volle |

#### Eredmények
Csoportkör
B csoport
| Csapat                  | M | Gy | D | V | G+  | G–  | Gk  | P  |
| ----------------------- | - | -- | - | - | --- | --- | --- | -- |
| Egyesített Csapat (EUN) | 5 | 5  | 0 | 0 | 121 | 98  | +23 | 10 |
| Franciaország (FRA)     | 5 | 4  | 0 | 1 | 111 | 98  | +13 | 8  |
| Spanyolország (ESP)     | 5 | 3  | 0 | 2 | 97  | 98  | –1  | 6  |
| Románia (ROU)           | 5 | 1  | 1 | 3 | 107 | 115 | –8  | 3  |
| Németország (GER)       | 5 | 1  | 1 | 3 | 97  | 103 | –6  | 3  |
| Egyiptom (EGY)          | 5 | 0  | 0 | 5 | 92  | 113 | –21 | 0  |

| 1992. július 27. 20:30 | Spanyolország (ESP) | 16–18 | Franciaország (FRA) | Játékvezetők: Szajna, Wroblewski (POL) |
| 1992. július 27. 20:30 | Masip 6             | (7–7) | Volle 4             | Játékvezetők: Szajna, Wroblewski (POL) |
| 1992. július 27. 20:30 |                     |       |                     | Játékvezetők: Szajna, Wroblewski (POL) |

| 1992. július 29. 11:30 | Franciaország (FRA) | 22–23   | Egyesített Csapat (EUN) | Játékvezetők: Rudin, Schill (SUI) |
| 1992. július 29. 11:30 | Portes, Munier 4    | (12–14) | Dujsebajev 9            | Játékvezetők: Rudin, Schill (SUI) |
| 1992. július 29. 11:30 |                     |         |                         | Játékvezetők: Rudin, Schill (SUI) |

| 1992. július 31. 16:00 | Németország (GER) | 20–23  | Franciaország (FRA) | Játékvezetők: Johansson, Kjellkvist (SWE) |
| 1992. július 31. 16:00 | három játékos 4   | (9–10) | Lathoud, Munier 5   | Játékvezetők: Johansson, Kjellkvist (SWE) |
| 1992. július 31. 16:00 |                   |        |                     | Játékvezetők: Johansson, Kjellkvist (SWE) |

| 1992. augusztus 2. 11:30 | Románia (ROU)   | 20–26   | Franciaország (FRA) | Játékvezetők: Oie, Hogsnes (NOR) |
| 1992. augusztus 2. 11:30 | Licu, Zaharia 7 | (11–12) | Lathoud 6           | Játékvezetők: Oie, Hogsnes (NOR) |
| 1992. augusztus 2. 11:30 |                 |         |                     | Játékvezetők: Oie, Hogsnes (NOR) |

| 1992. augusztus 4. 10:00 | Franciaország (FRA) | 22–19  | Egyiptom (EGY)         | Játékvezetők: Jug, Jeglic (SLO) |
| 1992. augusztus 4. 10:00 | Munier 8            | (10–7) | Abdel Mohamed, Debes 4 | Játékvezetők: Jug, Jeglic (SLO) |
| 1992. augusztus 4. 10:00 |                     |        |                        | Játékvezetők: Jug, Jeglic (SLO) |

Elődöntő
| 1992. augusztus 6. 19:00 | Svédország (SWE) | 25–22   | Franciaország (FRA) | Játékvezetők: Szajna, Wroblewski (POL) |
| 1992. augusztus 6. 19:00 | Thorsson 6       | (11–10) | Lathoud 6           | Játékvezetők: Szajna, Wroblewski (POL) |
| 1992. augusztus 6. 19:00 |                  |         |                     | Játékvezetők: Szajna, Wroblewski (POL) |

Bronzmérkőzés
| 1992. augusztus 8. 15:00 | Izland (ISL) | 20–24  | Franciaország (FRA) | Játékvezetők: Guterman (LTU), Taranoukhine (RUS) |
| 1992. augusztus 8. 15:00 | Grímsson 5   | (9–12) | Munier 6            | Játékvezetők: Guterman (LTU), Taranoukhine (RUS) |
| 1992. augusztus 8. 15:00 |              |        |                     | Játékvezetők: Guterman (LTU), Taranoukhine (RUS) |

| Csapat              | Helyezés |
| ------------------- | -------- |
| Franciaország (FRA) |          |

## Lovaglás
Díjlovaglás
| Versenyző                                                         | Ló                                              | Versenyszám | Selejtező | Selejtező | Selejtező | Selejtező | Selejtező | Selejtező | Selejtező | Selejtező | Selejtező | Selejtező | Selejtező  | Selejtező  | Döntő   | Döntő   | Döntő   | Döntő   | Döntő   | Döntő   | Döntő   | Döntő   | Döntő   | Döntő   | Döntő      | Helyezés |
| Versenyző                                                         | Ló                                              | Versenyszám | 1. kör    | 1. kör    | 2. kör    | 2. kör    | 3. kör    | 3. kör    | 4. kör    | 4. kör    | 5. kör    | 5. kör    | Összesítés | Összesítés | 1. kör  | 1. kör  | 2. kör  | 2. kör  | 3. kör  | 3. kör  | 4. kör  | 4. kör  | 5. kör  | 5. kör  | Összesítés | Helyezés |
| Versenyző                                                         | Ló                                              | Versenyszám | Pont      | Hely.     | Pont      | Hely.     | Pont      | Hely.     | Pont      | Hely.     | Pont      | Hely.     | Pont       | Hely.      | Pont    | Hely.   | Pont    | Hely.   | Pont    | Hely.   | Pont    | Hely.   | Pont    | Hely.   | Pont       | Helyezés |
| ----------------------------------------------------------------- | ----------------------------------------------- | ----------- | --------- | --------- | --------- | --------- | --------- | --------- | --------- | --------- | --------- | --------- | ---------- | ---------- | ------- | ------- | ------- | ------- | ------- | ------- | ------- | ------- | ------- | ------- | ---------- | -------- |
| Serge Cornut                                                      | Olifant Charrière                               | Egyéni      | 287       | 43.       | 295       | 30.       | 293       | 37.       | 279       | 41.       | 290       | 35.       | 1444       | 37.        | kiesett | kiesett | kiesett | kiesett | kiesett | kiesett | kiesett | kiesett | kiesett | kiesett | kiesett    | 37.      |
| Dominique d'Esmé                                                  | Rapport II                                      | Egyéni      | 291       | 39.       | 287       | 42.       | 279       | 44.       | 281       | 39.       | 289       | 36.       | 1427       | 42.        | kiesett | kiesett | kiesett | kiesett | kiesett | kiesett | kiesett | kiesett | kiesett | kiesett | kiesett    | 42.      |
| Catherine Durand                                                  | Orphée RBO                                      | Egyéni      | 301       | 26.       | 292       | 34.       | 300       | 30.       | 300       | 18.       | 305       | 14.       | 1498       | 25.*       | kiesett | kiesett | kiesett | kiesett | kiesett | kiesett | kiesett | kiesett | kiesett | kiesett | kiesett    | 25.*     |
| Margit Otto-Crépin                                                | Maritim                                         | Egyéni      | 303       | 23.       | 308       | 19.       | 315       | 12.       | 290       | 29.       | 305       | 14.       | 1521       | 19.        | kiesett | kiesett | kiesett | kiesett | kiesett | kiesett | kiesett | kiesett | kiesett | kiesett | kiesett    | 42.      |
| Serge Cornut Dominique d'Esmé Catherine Durand Margit Otto-Crépin | Olifant Charrière Rapport II Orphée RBO Maritim | Csapat      |           |           |           |           |           |           |           |           |           |           |            |            |         |         |         |         |         |         |         |         |         |         | 4463       | 9.       |

Díjugratás
| Versenyző                                             | Ló                                                      | Versenyszám | Selejtező | Selejtező | Selejtező | Selejtező | Selejtező | Selejtező     | Selejtező  | Selejtező  | Döntő         | Döntő         | Döntő   | Döntő   | Végeredmény | Végeredmény |
| Versenyző                                             | Ló                                                      | Versenyszám | 1. kör    | 1. kör    | 2. kör    | 2. kör    | 2. kör    | 3. kör        | Összesítés | Összesítés | 1. kör        | 1. kör        | 2. kör  | 2. kör  | Végeredmény | Végeredmény |
| Versenyző                                             | Ló                                                      | Versenyszám | Pont      | Hely.     | Pont      | Össz.     | Hely.     | Pont          | Pont       | Hely.      | Bünt.         | Hely.         | Bünt.   | Hely.   | Pont/Bünt   | Helyezés    |
| ----------------------------------------------------- | ------------------------------------------------------- | ----------- | --------- | --------- | --------- | --------- | --------- | ------------- | ---------- | ---------- | ------------- | ------------- | ------- | ------- | ----------- | ----------- |
| Hubert Bourdy                                         | Razzina du Poncel                                       | Egyéni      | 56,00     | 29.       | 72,50     | 128,50    | 20.       | 86,00         | 214,50     | 4.         | nem ért célba | nem ért célba | kiesett | kiesett | kiesett     | 44.         |
| Hervé Godignon                                        | Quidam de Revel                                         | Egyéni      | 62,00     | 26.       | 84,50     | 146,50    | 9.        | nem ért célba | 146,50     | 35.        | 1,00          | 5.            | 5,25    | 5.      | 6,25        | 4.          |
| Eric Navet                                            | Quito de Baussy                                         | Egyéni      | 70,50     | 13.       | 39,50     | 110,00    | 31.       | 72,00         | 182,00     | 12.        | 8,00          | 14.           | 8,50    | 8.      | 16,50       | 11.         |
| Michel Robert                                         | Nonix                                                   | Egyéni      | 82,50     | 1.        | 19,00     | 101,50    | 35.       | 78,00         | 179,50     | 14.        | kiesett       | kiesett       | kiesett | kiesett | 179,50      | 45.         |
| Hubert Bourdy Hervé Godignon Eric Navet Michel Robert | Razzina du Poncel Quidam de Revel Quito de Baussy Nonix | Csapat      |           |           |           |           |           |               |            |            | 8,75          | 3.            | 16,00   | 6.      | 24,75       |             |

Lovastusa
| Versenyző                                                                | Ló                                                             | Versenyszám | Díjlovaglás | Díjlovaglás | Tereplovaglás | Tereplovaglás | Tereplovaglás | Díjugratás | Díjugratás | Végeredmény | Végeredmény |
| Versenyző                                                                | Ló                                                             | Versenyszám | Bünt.       | Hely.       | Bünt.         | Hely.         | Össz.         | Bünt.      | Hely.      | Bünt.       | Helyezés    |
| ------------------------------------------------------------------------ | -------------------------------------------------------------- | ----------- | ----------- | ----------- | ------------- | ------------- | ------------- | ---------- | ---------- | ----------- | ----------- |
| Jean-Jacques Boisson                                                     | Oscar de la Loge                                               | Egyéni      | 64,80       | 42.         | 265,20        | 62.           | 62.           | 5,00       | 9.         | 335,00      | 61.         |
| Michel Bouquet                                                           | Newport AA                                                     | Egyéni      | 49,80       | 9.          | 78,40         | 35.           | 29.           | 17,00      | 47.        | 145,20      | 28.         |
| Marie-Christine Duroy                                                    | Quart du Placineau                                             | Egyéni      | 48,20       | 6.          | 56,40         | 27.           | 15.           | 5,25       | 22.        | 109,85      | 12.         |
| Didier Seguret                                                           | Coeur de Rocker                                                | Egyéni      | 66,20       | 48.         | nem ért célba | nem ért célba | kiesett       | kiesett    | kiesett    | kiesett     | kiesett     |
| Jean-Jacques Boisson Michel Bouquet Marie-Christine Duroy Didier Seguret | Oscar de la Loge Newport AA Quart du Placineau Coeur de Rocker | Csapat      | 162,80      | 1.          | 400,00        | 15.           | 14.           | 27,25      | 6.         | 590,05      | 14.         |

* - egy másik versenyzővel azonos eredményt ért el

## Műugrás
Férfi
| Versenyző         | Versenyszám        | Elődöntő | Elődöntő | Döntő   | Döntő    |
| Versenyző         | Versenyszám        | Pont     | Helyezés | Pont    | Helyezés |
| ----------------- | ------------------ | -------- | -------- | ------- | -------- |
| Philippe Duvernay | Egyéni műugrás     | 310,14   | 29.      | kiesett | kiesett  |
| Frédéric Pierre   | Egyéni toronyugrás | 329,01   | 19.      | kiesett | kiesett  |

## Ökölvívás
| Versenyző         | Versenyszám  | Selejtező                    | Nyolcaddöntő                | Negyeddöntő                 | Elődöntő          | Döntő             | Helyezés |
| Versenyző         | Versenyszám  | Ellenfél Eredmény            | Ellenfél Eredmény           | Ellenfél Eredmény           | Ellenfél Eredmény | Ellenfél Eredmény | Helyezés |
| ----------------- | ------------ | ---------------------------- | --------------------------- | --------------------------- | ----------------- | ----------------- | -------- |
| Philippe Wartelle | Harmatsúly   | Jesús Pérez (COL) · 12-5     | Roberto Jalnaiz (PHI) · RSC | kiesett                     | kiesett           | kiesett           | 9.       |
| Djamel Lifa       | Pehelysúly   | Charlie Baleña (PHI) · 20-12 | Andreas Tews (GER) · 4-9    | kiesett                     | kiesett           | kiesett           | 9.       |
| Julien Lorcy      | Könnyűsúly   | Kamal Marjouane (MAR) · 11-7 | Dobasi Sigejuki (JPN) · RSC | Marco Rudolph (GER) · 10-13 | kiesett           | kiesett           | 5.       |
| Saïd Ben Najem    | Váltósúly    | Juan Hernández (CUB) · 0-6   | kiesett                     | kiesett                     | kiesett           | kiesett           | 17.      |
| Patrice Aouissi   | Félnehézsúly | Manuel Verde (MEX) · RSC     | Roland Raforme (SEY) · RSC  | kiesett                     | kiesett           | kiesett           | 9.       |

RSC - a játékvezető megállította a mérkőzést

## Öttusa
| Versenyző                                      | Versenyszám | Vívás    | Vívás | Vívás  | Úszás  | Úszás | Úszás | Lövészet | Lövészet | Lövészet | Futás   | Futás | Futás | Lovaglás | Lovaglás | Lovaglás | Összesen    | Összesen |
| Versenyző                                      | Versenyszám | Pontszám | Pont  | Hely.  | Idő    | Pont  | Hely. | Eredmény | Pont     | Hely.    | Idő     | Pont  | Hely. | Idő      | Pont     | Hely.    | Összes pont | Helyezés |
| ---------------------------------------------- | ----------- | -------- | ----- | ------ | ------ | ----- | ----- | -------- | -------- | -------- | ------- | ----- | ----- | -------- | -------- | -------- | ----------- | -------- |
| Joël Bouzou                                    | Egyéni      | 36-29    | 830   | 18.*** | 3:34,5 | 1156  | 54.   | 186      | 1060     | 24.****  | 13:31,3 | 1132  | 28.   | 1:43,2   | 1038     | 18.      | 5216        | 17.      |
| Sébastien Deleigne                             | Egyéni      | 33-32    | 779   | 37.**  | 3:25,5 | 1228  | 35.   | 184      | 1030     | 33.****  | 13:17,7 | 1174  | 16.   | 1:39,5   | 1040     | 16.      | 5251        | 11.      |
| Christophe Ruer                                | Egyéni      | 33-32    | 779   | 37.**  | 3:14,0 | 1320  | 3.    | 184      | 1030     | 33.****  | 12:55,7 | 1240  | 4.    | 2:02,2   | 605      | 61.      | 4974        | 41.      |
| Joël Bouzou Sébastien Deleigne Christophe Ruer | Csapat      |          | 2388  | 11.*   |        | 3704  | 6.*   |          | 3120     | 8.*      |         | 3546  | 3.    |          | 2683     | 11.      | 15441       | 7.       |

* - egy másik csapattal azonos eredményt ért el

** - két másik versenyzővel azonos eredményt ért el

*** - négy másik versenyzővel azonos eredményt ért el

**** - hat másik versenyzővel azonos eredményt ért el

## Röplabda

### Férfi
| Francia férfi röplabdacsapat-játékoskeret                                                                         | Francia férfi röplabdacsapat-játékoskeret                                                                   |
| --- | --- |
| - Rivomanantsoa Andriamaonju - Éric Bouvier - Laurent Chambertin - Arnaud Josserand - Olivier Lecat - Luc Marquet | - Christophe Meneau - David Romann - Olivier Rossard - Philippe-Marie Salvan - Laurent Tillie - Éric Wolfer |

#### Eredmények
Csoportkör
A csoport
|                        |      | Mérkőzések | Mérkőzések | Szettek | Szettek | Szettek | Pontok | Pontok | Pontok |
| Csapat                 | Pont | Gy         | V          | Sz+     | Sz–     | SzA     | P+     | P–     | PA     |
| ---------------------- | ---- | ---------- | ---------- | ------- | ------- | ------- | ------ | ------ | ------ |
| Olaszország (ITA)      | 9    | 4          | 1          | 13      | 5       | 2,600   | 253    | 192    | 1,318  |
| Egyesült Államok (USA) | 9    | 4          | 1          | 13      | 8       | 1,625   | 287    | 257    | 1,117  |
| Spanyolország (ESP)    | 8    | 3          | 2          | 11      | 12      | 0,917   | 283    | 299    | 0,946  |
| Japán (JPN)            | 7    | 2          | 3          | 10      | 12      | 0,833   | 277    | 291    | 0,952  |
| Kanada (CAN)           | 6    | 1          | 4          | 10      | 12      | 0,833   | 286    | 279    | 1,025  |
| Franciaország (FRA)    | 6    | 1          | 4          | 6       | 14      | 0,429   | 200    | 268    | 0,746  |

| 1992. július 26. 17:30 | Franciaország (FRA)      | 1–3 | Olaszország (ITA) | Játékvezető: Konstantinos Margaritis (GRE), Peter Scheffer (NED) |
| 1992. július 26. 17:30 | (15–9, 5–15, 8–15, 2–15) |     |                   | Játékvezető: Konstantinos Margaritis (GRE), Peter Scheffer (NED) |

| 1992. július 28. 15:00 | Japán (JPN)                      | 2–3 | Franciaország (FRA) | Játékvezető: Josebel Palmeirin (BRA), Jose Ramon Perez (CUB) |
| 1992. július 28. 15:00 | (8–15, 15–9, 11–15, 15–10, 9–15) |     |                     | Játékvezető: Josebel Palmeirin (BRA), Jose Ramon Perez (CUB) |

| 1992. július 30. 13:00 | Franciaország (FRA) | 0–3 | Kanada (CAN) | Játékvezető: Sun Tjan Hui (CHN), Konstantinos Margaritis (GRE) |
| 1992. július 30. 13:00 | (7–15, 8–15, 6–15)  |     |              | Játékvezető: Sun Tjan Hui (CHN), Konstantinos Margaritis (GRE) |

| 1992. augusztus 1. 19:00 | Egyesült Államok (USA) | 3–0 | Franciaország (FRA) | Játékvezető: Josebel Palmeirin (BRA), Jose Sanler Diaz (CUB) |
| 1992. augusztus 1. 19:00 | (15–5, 15–12, 15–8)    |     |                     | Játékvezető: Josebel Palmeirin (BRA), Jose Sanler Diaz (CUB) |

| 1992. augusztus 3. 19:00 | Franciaország (FRA)               | 2–3 | Spanyolország (ESP) | Játékvezető: Konstantinos Margaritis (GRE), Levan Stepanian (ARM) |
| 1992. augusztus 3. 19:00 | (15–10, 15–11, 9–15, 9–15, 12–15) |     |                     | Játékvezető: Konstantinos Margaritis (GRE), Levan Stepanian (ARM) |

A 11. helyért
| 1992. augusztus 5. 15:00 | Franciaország (FRA) | 3–0 | Algéria (ALG) | Játékvezető: Robert Clarke (USA), Jose Sanler Diaz (CUB) |
| 1992. augusztus 5. 15:00 | (15–4, 15–9, 15–9)  |     |               | Játékvezető: Robert Clarke (USA), Jose Sanler Diaz (CUB) |

| Csapat              | Helyezés |
| ------------------- | -------- |
| Franciaország (FRA) | 11.      |

## Sportlövészet
Férfi
| Versenyző         | Versenyszám           | Selejtező | Selejtező | Döntő   | Döntő    |
| Versenyző         | Versenyszám           | Pont      | Helyezés  | Pont    | Helyezés |
| ----------------- | --------------------- | --------- | --------- | ------- | -------- |
| Christian Kezel   | Gyorstüzelő pisztoly  | 582       | 16.***    | kiesett | kiesett  |
| Philippe Cola     | Légpisztoly           | 579       | 11.       | kiesett | kiesett  |
| Philippe Cola     | Szabadpisztoly        | 552       | 25.       | kiesett | kiesett  |
| Franck Dumoulin   | Szabadpisztoly        | 544       | 36.       | kiesett | kiesett  |
| Franck Dumoulin   | Légpisztoly           | 575       | 22.***    | kiesett | kiesett  |
| Franck Badiou     | Légpuska              | 591       | 3.        | 691,9   |          |
| Jean-Pierre Amat  | Légpuska              | 590       | 7.        | 691,6   | 4.       |
| Jean-Pierre Amat  | Sportpuska, fekvő     | 592       | 26.****   | kiesett | kiesett  |
| Jean-Pierre Amat  | Sportpuska, összetett | 1159      | 16.       | kiesett | kiesett  |
| Michel Bury       | Sportpuska, összetett | 1155      | 21.**     | kiesett | kiesett  |
| Michel Bury       | Sportpuska, fekvő     | 597       | 6.        | 700,0   | 5.       |
| Jean-Luc Tricoire | Futócéllövészet       | 512       | 24.       | kiesett | kiesett  |

Női
| Versenyző           | Versenyszám           | Selejtező | Selejtező | Döntő   | Döntő    |
| Versenyző           | Versenyszám           | Pont      | Helyezés  | Pont    | Helyezés |
| ------------------- | --------------------- | --------- | --------- | ------- | -------- |
| Evelyne Manchon     | Légpisztoly           | 375       | 24.****** | kiesett | kiesett  |
| Evelyne Manchon     | Sportpisztoly         | 577       | 9.        | kiesett | kiesett  |
| Corinne Serra Tosio | Sportpisztoly         | 568       | 33.*      | kiesett | kiesett  |
| Corinne Serra Tosio | Légpisztoly           | 376       | 21.**     | kiesett | kiesett  |
| Christine Bontemps  | Légpuska              | 389       | 17.*****  | kiesett | kiesett  |
| Annette Sattel      | Légpuska              | 384       | 34.       | kiesett | kiesett  |
| Dominique Esnault   | Sportpuska, összetett | 567       | 30.*      | kiesett | kiesett  |
| Isabelle Héberlé    | Sportpuska, összetett | 566       | 32.       | kiesett | kiesett  |

Nyílt
| Versenyző         | Versenyszám | Selejtező | Selejtező   | Elődöntő | Elődöntő | Döntő   | Döntő    |
| Versenyző         | Versenyszám | Pont      | Helyezés    | Pont     | Helyezés | Pont    | Helyezés |
| ----------------- | ----------- | --------- | ----------- | -------- | -------- | ------- | -------- |
| Muriel Bernard    | Trap        | 143       | 21.         | 188      | 21.***   | kiesett | kiesett  |
| Jean-Paul Gros    | Trap        | 145       | 12.         | 191      | 16.****  | kiesett | kiesett  |
| Claude Cuy y Mola | Skeet       | 143       | 42.*******  | kiesett  | kiesett  | kiesett | kiesett  |
| Stéphane Tyssier  | Skeet       | 144       | 33.******** | kiesett  | kiesett  | kiesett | kiesett  |

* - egy másik versenyzővel azonos eredményt ért el

** - két másik versenyzővel azonos eredményt ért el

*** - három másik versenyzővel azonos eredményt ért el

**** - négy másik versenyzővel azonos eredményt ért el

***** - öt másik versenyzővel azonos eredményt ért el

****** - hat másik versenyzővel azonos eredményt ért el

******* - hét másik versenyzővel azonos eredményt ért el

******** - nyolc másik versenyzővel azonos eredményt ért el

## Súlyemelés
| Versenyző           | Versenyszám | Szakítás                 | Szakítás                 | Lökés    | Lökés    | Összesen | Helyezés |
| Versenyző           | Versenyszám | Eredmény                 | Helyezés                 | Eredmény | Helyezés | Összesen | Helyezés |
| ------------------- | ----------- | ------------------------ | ------------------------ | -------- | -------- | -------- | -------- |
| Pascal Arnou        | 56 kg       | érvényes kísérlet nélkül | érvényes kísérlet nélkül | kiesett  | kiesett  | kiesett  | kiesett  |
| Laurent Fombertasse | 56 kg       | 112,5                    | 8.                       | 147,5    | 4.       | 260,0    | 4.       |
| David Balp          | 60 kg       | 120,0                    | 11.                      | 142,5    | 20.      | 262,5    | 17.      |
| Stéphane Sageder    | 82,5 kg     | 140,0                    | 21.                      | 182,5    | 17.      | 322,5    | 21.      |
| Cédric Plançon      | 90 kg       | 157,5                    | 8.                       | 187,5    | 11.      | 345,0    | 9.       |
| Francis Tournefier  | 100 kg      | 170,0                    | 8.                       | 217,5    | 2.       | 387,5    | 4.       |

## Szinkronúszás
| Versenyző                        | Versenyszám | Selejtező           | Selejtező           | Selejtező       | Selejtező  | Selejtező  | Döntő           | Döntő      | Helyezés |
| Versenyző                        | Versenyszám | Technikai gyakorlat | Technikai gyakorlat | Zenés gyakorlat | Összesítés | Összesítés | Zenés gyakorlat | Összesítés | Helyezés |
| Versenyző                        | Versenyszám | Pont                | Hely.               | Pont            | Pont       | Hely.      | Pont            | Pont       | Helyezés |
| -------------------------------- | ----------- | ------------------- | ------------------- | --------------- | ---------- | ---------- | --------------- | ---------- | -------- |
| Marianne Aeschbacher             | Egyéni      | 85,702              | 18.                 | kiesett         | kiesett    | kiesett    | kiesett         | kiesett    | kiesett  |
| Anne Capron                      | Egyéni      | 86,689              | 13.                 | 94,800          | 181,489    | 5.         | 95,760          | 182,449    | 5.       |
| Karine Schuler                   | Egyéni      | 85,731              | 17.                 | kiesett         | kiesett    | kiesett    | kiesett         | kiesett    | kiesett  |
| Marianne Aeschbacher Anne Capron | Páros       | 86,195              | 5.                  | 95,200          | 181,395    | 5.         | 95,600          | 181,795    | 5.       |

## Tenisz
Férfi
| Versenyző                | Versenyszám | 64-es főtábla                                  | 32-es főtábla                                                    | Nyolcaddöntő                                                                       | Negyeddöntő                                                | Elődöntő          | Döntő             | Helyezés |
| Versenyző                | Versenyszám | Ellenfél Eredmény                              | Ellenfél Eredmény                                                | Ellenfél Eredmény                                                                  | Ellenfél Eredmény                                          | Ellenfél Eredmény | Ellenfél Eredmény | Helyezés |
| ------------------------ | ----------- | ---------------------------------------------- | ---------------------------------------------------------------- | ---------------------------------------------------------------------------------- | ---------------------------------------------------------- | ----------------- | ----------------- | -------- |
| Guy Forget               | Egyes       | Cristiano Caratti (ITA) · 6-3, 6-4, 6-2        | Magnus Larsson (SWE) · 3-6, 3-6, 1-6                             | kiesett                                                                            | kiesett                                                    | kiesett           | kiesett           | 17.      |
| Henri Leconte            | Egyes       | Thomas Muster (AUT) · 7-6(7-5), 7-6(11-9), 6-4 | Leonardo Lavalle (MEX) · 4-6, 6-3, 6-4, 3-6, 8-10                | kiesett                                                                            | kiesett                                                    | kiesett           | kiesett           | 17.      |
| Fabrice Santoro          | Egyes       | Christian Miniussi (ARG) · 6-1, 7-6(7-3), 6-4  | Javier Frana (ARG) · 4-6, 6-2, 6-1, 6-1                          | Boris Becker (GER) · 6-1, 3-6, 6-1, 6-3                                            | Goran Ivanišević (CRO) · 7-6(7-5), 7-6(7-1), 4-6, 4-6, 6-8 | kiesett           | kiesett           | 5.       |
| Guy Forget Henri Leconte | Páros       |                                                | Portugália (POR) · Emanuel Couto · Bernardo Mota · 6-1, 6-3, 6-1 | Argentína (ARG) · Javier Frana · Christian Miniussi · 6-4, 7-6(7-3), 4-6, 4-6, 3-6 | kiesett                                                    | kiesett           | kiesett           | 9.       |

Női
| Versenyző            | Versenyszám | 64-es főtábla                         | 32-es főtábla                                                           | Nyolcaddöntő                                                              | Negyeddöntő                                                                  | Elődöntő          | Döntő             | Helyezés |
| Versenyző            | Versenyszám | Ellenfél Eredmény                     | Ellenfél Eredmény                                                       | Ellenfél Eredmény                                                         | Ellenfél Eredmény                                                            | Ellenfél Eredmény | Ellenfél Eredmény | Helyezés |
| -------------------- | ----------- | ------------------------------------- | ----------------------------------------------------------------------- | ------------------------------------------------------------------------- | ---------------------------------------------------------------------------- | ----------------- | ----------------- | -------- |
| Julie Halard-Decugis | Egyes       | Katarzyna Nowak (POL) · 6-4, 7-6(7-1) | Nicole Muns-Jagerman (NED) · 6-7(3-7), 6-7(5-7)                         | kiesett                                                                   | kiesett                                                                      | kiesett           | kiesett           | 17.      |
| Mary Pierce          | Egyes       | Leila Meszhi (EUN) · 7-6(7-5), 7-5    | Yayuk Basuki (INA) · 6-0, 3-6, 8-10                                     | kiesett                                                                   | kiesett                                                                      | kiesett           | kiesett           | 17.      |
| Nathalie Tauziat     | Egyes       | Radka Zrubáková (TCH) · 6-3, 6-2      | Barbara Rittner (GER) · 3-6, 2-6                                        | kiesett                                                                   | kiesett                                                                      | kiesett           | kiesett           | 17.      |
| Isabelle Demongeot   | Páros       |                                       | Paraguay (PAR) · Rossana de los Ríos · Larissa Schaerer · 6-1, 7-6(7-3) | Kanada (CAN) · Patricia Hy-Boulais · Norine Simpson-Alter · 3-6, 6-3, 6-2 | Spanyolország (ESP) · Conchita Martínez · Arantxa Sánchez Vicario · 2-6, 4-6 | kiesett           | kiesett           | 5.       |

## Tollaslabda
| Versenyző                        | Versenyszám | Selejtező                            | 32-es főtábla                                                    | Nyolcaddöntő      | Negyeddöntő       | Elődöntő          | Döntő             | Helyezés |
| Versenyző                        | Versenyszám | Ellenfél Eredmény                    | Ellenfél Eredmény                                                | Ellenfél Eredmény | Ellenfél Eredmény | Ellenfél Eredmény | Ellenfél Eredmény | Helyezés |
| -------------------------------- | ----------- | ------------------------------------ | ---------------------------------------------------------------- | ----------------- | ----------------- | ----------------- | ----------------- | -------- |
| Stéphane Renault                 | Férfi egyes | Tomáš Mendrek (TCH) · 5-15,2-15      | kiesett                                                          | kiesett           | kiesett           | kiesett           | kiesett           | 33.      |
| Virginie Delvingt                | Női egyes   | Bożena Bąk (POL) · 0-11, 2-11        | kiesett                                                          | kiesett           | kiesett           | kiesett           | kiesett           | 33.      |
| Sandra Dimbour                   | Női egyes   | Rhona Robertson (NZL) · 10-12, 9-12  | kiesett                                                          | kiesett           | kiesett           | kiesett           | kiesett           | 33.      |
| Christelle Mol                   | Női egyes   | Joanne Muggeridge (GBR) · 5-11, 7-11 | kiesett                                                          | kiesett           | kiesett           | kiesett           | kiesett           | 33.      |
| Virginie Delvingt Christelle Mol | Női páros   |                                      | Nagy-Britannia (GBR) · Gillian Gowers · Sara Sankey · 7-15, 7-15 | kiesett           | kiesett           | kiesett           | kiesett           | 17.      |

## Torna
Férfi
| Versenyző           | Versenyszám      | Selejtező | Selejtező | Döntő    | Döntő    |
| Versenyző           | Versenyszám      | Pontszám  | Helyezés  | Pontszám | Helyezés |
| ------------------- | ---------------- | --------- | --------- | -------- | -------- |
| Patrice Casimir     | Talaj            | 18,800    | 61.       | kiesett  | kiesett  |
| Patrice Casimir     | Ugrás            | 18,925    | 42.       | kiesett  | kiesett  |
| Patrice Casimir     | Korlát           | 19,100    | 29.       | kiesett  | kiesett  |
| Patrice Casimir     | Nyújtó           | 19,075    | 43.       | kiesett  | kiesett  |
| Patrice Casimir     | Gyűrű            | 18,925    | 60.       | kiesett  | kiesett  |
| Patrice Casimir     | Lólengés         | 18,925    | 38.       | kiesett  | kiesett  |
| Patrice Casimir     | Egyéni összetett | 113,750   | 42.       | 56,425   | 31.      |
| Sébastien Darrigade | Talaj            | 18,875    | 56.       | kiesett  | kiesett  |
| Sébastien Darrigade | Ugrás            | 18,925    | 42.       | kiesett  | kiesett  |
| Sébastien Darrigade | Korlát           | 18,900    | 46.       | kiesett  | kiesett  |
| Sébastien Darrigade | Nyújtó           | 19,175    | 31.       | kiesett  | kiesett  |
| Sébastien Darrigade | Gyűrű            | 19,000    | 47.       | kiesett  | kiesett  |
| Sébastien Darrigade | Lólengés         | 18,450    | 74.       | kiesett  | kiesett  |
| Sébastien Darrigade | Egyéni összetett | 113,325   | 47.*      | 56,375   | 32.      |
| Fabrice Guelzec     | Talaj            | 18,875    | 56.       | kiesett  | kiesett  |
| Fabrice Guelzec     | Ugrás            | 18,700    | 65.       | kiesett  | kiesett  |
| Fabrice Guelzec     | Korlát           | 18,675    | 65.       | kiesett  | kiesett  |
| Fabrice Guelzec     | Nyújtó           | 19,050    | 45.       | kiesett  | kiesett  |
| Fabrice Guelzec     | Gyűrű            | 18,950    | 55.       | kiesett  | kiesett  |
| Fabrice Guelzec     | Lólengés         | 18,350    | 77.       | kiesett  | kiesett  |
| Fabrice Guelzec     | Egyéni összetett | 112,600   | 63.       | kiesett  | kiesett  |

Női
| Versenyző                                                                                        | Versenyszám      | Selejtező | Selejtező | Döntő    | Döntő    |
| Versenyző                                                                                        | Versenyszám      | Pontszám  | Helyezés  | Pontszám | Helyezés |
| ------------------------------------------------------------------------------------------------ | ---------------- | --------- | --------- | -------- | -------- |
| Karine Boucher                                                                                   | Talaj            | 19,250    | 54.       | kiesett  | kiesett  |
| Karine Boucher                                                                                   | Ugrás            | 19,537    | 41.       | kiesett  | kiesett  |
| Karine Boucher                                                                                   | Felemás korlát   | 18,574    | 85.       | kiesett  | kiesett  |
| Karine Boucher                                                                                   | Gerenda          | 19,212    | 46.       | kiesett  | kiesett  |
| Karine Boucher                                                                                   | Egyéni összetett | 76,573    | 63.       | kiesett  | kiesett  |
| Karine Charlier                                                                                  | Talaj            | 19,112    | 67.       | kiesett  | kiesett  |
| Karine Charlier                                                                                  | Ugrás            | 19,312    | 77.       | kiesett  | kiesett  |
| Karine Charlier                                                                                  | Felemás korlát   | 18,924    | 75.       | kiesett  | kiesett  |
| Karine Charlier                                                                                  | Gerenda          | 18,800    | 68.       | kiesett  | kiesett  |
| Karine Charlier                                                                                  | Egyéni összetett | 76,148    | 71.       | kiesett  | kiesett  |
| Marie-Angéline Colson                                                                            | Talaj            | 19,450    | 36.       | kiesett  | kiesett  |
| Marie-Angéline Colson                                                                            | Ugrás            | 19,637    | 24.       | kiesett  | kiesett  |
| Marie-Angéline Colson                                                                            | Felemás korlát   | 19,437    | 48.       | kiesett  | kiesett  |
| Marie-Angéline Colson                                                                            | Gerenda          | 19,137    | 49.       | kiesett  | kiesett  |
| Marie-Angéline Colson                                                                            | Egyéni összetett | 77,661    | 36.       | 37,774   | 35.      |
| Virginie Machado                                                                                 | Talaj            | 19,325    | 46.       | kiesett  | kiesett  |
| Virginie Machado                                                                                 | Ugrás            | 19,437    | 61.       | kiesett  | kiesett  |
| Virginie Machado                                                                                 | Felemás korlát   | 19,587    | 39.       | kiesett  | kiesett  |
| Virginie Machado                                                                                 | Gerenda          | 19,262    | 42.       | kiesett  | kiesett  |
| Virginie Machado                                                                                 | Egyéni összetett | 77,611    | 37.*      | 38,824   | 26.      |
| Chloé Maigre                                                                                     | Talaj            | 19,299    | 47.       | kiesett  | kiesett  |
| Chloé Maigre                                                                                     | Ugrás            | 19,399    | 67.       | kiesett  | kiesett  |
| Chloé Maigre                                                                                     | Felemás korlát   | 19,662    | 28.       | kiesett  | kiesett  |
| Chloé Maigre                                                                                     | Gerenda          | 18,924    | 59.       | kiesett  | kiesett  |
| Chloé Maigre                                                                                     | Egyéni összetett | 77,284    | 43.       | 38,274   | 32.*     |
| Jenny Rolland                                                                                    | Talaj            | 19,049    | 70.       | kiesett  | kiesett  |
| Jenny Rolland                                                                                    | Ugrás            | 19,187    | 83.       | kiesett  | kiesett  |
| Jenny Rolland                                                                                    | Felemás korlát   | 18,787    | 80.       | kiesett  | kiesett  |
| Jenny Rolland                                                                                    | Gerenda          | 18,399    | 83.       | kiesett  | kiesett  |
| Jenny Rolland                                                                                    | Egyéni összetett | 75,422    | 84.       | kiesett  | kiesett  |
| Karine Boucher Karine Charlier Marie-Angéline Colson Virginie Machado Chloé Maigre Jenny Rolland | Csapat összetett |           |           | 386,052  | 8.       |

* - egy másik versenyzővel azonos eredményt ért el

### Ritmikus gimnasztika
| Versenyző                | Versenyszám | Selejtező | Selejtező | Selejtező | Selejtező | Selejtező | Selejtező | Selejtező | Selejtező | Selejtező | Selejtező | Döntő   | Döntő   | Döntő   | Döntő   | Döntő    | Döntő    | Döntő   | Döntő   | Döntő    | Döntő    | Helyezés |
| Versenyző                | Versenyszám | Karika    | Karika    | Kötél     | Kötél     | Buzogány  | Buzogány  | Labda     | Labda     | Összesen  | Összesen  | Karika  | Karika  | Kötél   | Kötél   | Buzogány | Buzogány | Labda   | Labda   | Összesen | Összesen | Helyezés |
| Versenyző                | Versenyszám | Pont      | Hely.     | Pont      | Hely.     | Pont      | Hely.     | Pont      | Hely.     | Pont      | Hely.     | Pont    | Hely.   | Pont    | Hely.   | Pont     | Hely.    | Pont    | Hely.   | Pont     | Hely.    | Helyezés |
| ------------------------ | ----------- | --------- | --------- | --------- | --------- | --------- | --------- | --------- | --------- | --------- | --------- | ------- | ------- | ------- | ------- | -------- | -------- | ------- | ------- | -------- | -------- | -------- |
| Céline Degrange          | Egyéni      | 8,975     | 36.       | 9,000     | 25.***    | 8,925     | 22.**     | 9,050     | 26.       | 35,950    | 25.*      | kiesett | kiesett | kiesett | kiesett | kiesett  | kiesett  | kiesett | kiesett | kiesett  | kiesett  | 25.*     |
| Chrystelle-Arlette Sahuc | Egyéni      | 9,050     | 31.*      | 9,150     | 19.**     | 9,100     | 13.*      | 9,075     | 23.**     | 36,375    | 19.       | kiesett | kiesett | kiesett | kiesett | kiesett  | kiesett  | kiesett | kiesett | kiesett  | kiesett  | 19.      |

* - egy másik versenyzővel azonos eredményt ért el

** - két másik versenyzővel azonos eredményt ért el

*** - négy másik versenyzővel azonos eredményt ért el

## Úszás
Férfi
| Versenyző                                                                                        | Versenyszám            | Előfutam | Előfutam | Előfutam | Döntő   | Döntő        | Döntő        | Helyezés     |
| Versenyző                                                                                        | Versenyszám            | Idő      | Hely.    | Össz.    | Típus   | Idő          | Hely.        | Helyezés     |
| ------------------------------------------------------------------------------------------------ | ---------------------- | -------- | -------- | -------- | ------- | ------------ | ------------ | ------------ |
| Stéphan Caron                                                                                    | 50 m gyors             | 23,01    | 3.*      | 13.*     | B       | visszalépett | visszalépett | visszalépett |
| Stéphan Caron                                                                                    | 100 m gyors            | 49,82    | 1.       | 5.       | A       | 49,50        | 3.           |              |
| Christophe Kalfayan                                                                              | 100 m gyors            | 50,30    | 5.       | 12.      | B       | 50,49        | 3.           | 11.          |
| Christophe Kalfayan                                                                              | 50 m gyors             | 22,70    | 3.*      | 6.*      | A       | 22,50        | 4.*          | 4.*          |
| Yann de Fabrique                                                                                 | 400 m gyors            | 3:55,66  | 1.       | 17.***   | B       | 3:54,37      | 6.           | 14.          |
| Christophe Marchand                                                                              | 400 m gyors            | 3:54,59  | 5.       | 15.      | B       | 3:53,24      | 5.           | 13.          |
| Christophe Marchand                                                                              | 1500 m gyors           | 15:30,51 | 5.       | 14.      | kiesett | kiesett      | kiesett      | kiesett      |
| Franck Schott                                                                                    | 100 m hát              | 55,84    | 2.       | 6.       | A       | 55,72        | 6.           | 6.           |
| David Holderbach                                                                                 | 100 m hát              | 58,25    | 5.       | 36.      | kiesett | kiesett      | kiesett      | kiesett      |
| David Holderbach                                                                                 | 200 m hát              | 2:03,11  | 5.       | 22.      | kiesett | kiesett      | kiesett      | kiesett      |
| Stéphane Vossart                                                                                 | 100 m mell             | 1:02,81  | 5.       | 13.      | B       | 1:02,39      | 2.**         | 10**         |
| Stéphane Vossart                                                                                 | 200 m mell             | 2:15,11  | 4.       | 11.      | B       | 2:15,52      | 2.*          | 10.*         |
| Christophe Bourdon                                                                               | 200 m mell             | 2:17,68  | 7.       | 21.      | kiesett | kiesett      | kiesett      | kiesett      |
| Christophe Bourdon                                                                               | 100 m mell             | 1:04,43  | 7.       | 31.      | kiesett | kiesett      | kiesett      | kiesett      |
| Bruno Gutzeit                                                                                    | 100 m pillangó         | 54,35    | 3.       | 9.       | B       | 54,80        | 3.           | 11.          |
| Franck Esposito                                                                                  | 100 m pillangó         | 55,26    | 5.       | 22.      | kiesett | kiesett      | kiesett      | kiesett      |
| Franck Esposito                                                                                  | 200 m pillangó         | 1:58,75  | 2.       | 3.       | A       | 1:58,51      | 3.           |              |
| Christophe Bordeau                                                                               | 200 m pillangó         | 2:01,99  | 8.       | 25.      | kiesett | kiesett      | kiesett      | kiesett      |
| Frédéric Lefèvre                                                                                 | 200 m vegyes           | 2:03,82  | 4.       | 13.      | B       | 2:04,05      | 4.           | 12.          |
| Christophe Kalfayan Franck Schott Frédéric Lefèvre Stéphan Caron Ludovic Dépickère Bruno Gutzeit | 4 × 100 m gyorsváltó   | 3:22,01  | 2.       | 7.       | A       | 3:19,16      | 4.           | 4.           |
| Christophe Bordeau Lionel Poirot Franck Horter Yann de Fabrique                                  | 4 × 200 m gyorsváltó   | 7:26,22  | 3.       | 10.      | kiesett | kiesett      | kiesett      | kiesett      |
| Franck Schott Stéphane Vossart Bruno Gutzeit Stéphan Caron Franck Esposito Christophe Kalfayan   | 4 × 100 m vegyes váltó | 3:43,13  | 2.       | 5.       | A       | 3:40,51      | 5.           | 5.           |

Női
| Versenyző                                                         | Versenyszám            | Előfutam | Előfutam | Előfutam | Döntő   | Döntő   | Döntő   | Helyezés |
| Versenyző                                                         | Versenyszám            | Idő      | Hely.    | Össz.    | Típus   | Idő     | Hely.   | Helyezés |
| ----------------------------------------------------------------- | ---------------------- | -------- | -------- | -------- | ------- | ------- | ------- | -------- |
| Julie Blaise                                                      | 50 m gyors             | 26,48    | 6.       | 17.      | kiesett | kiesett | kiesett | kiesett  |
| Catherine Plewinski                                               | 50 m gyors             | 25,78    | 2.       | 4.       | A       | 25,36   | 4.      | 4.       |
| Catherine Plewinski                                               | 100 m gyors            | 55,44    | 3.       | 3.       | A       | 55,72   | 5.      | 5.       |
| Catherine Plewinski                                               | 200 m gyors            | 2:00,67  | 3.       | 6.*      | A       | 1:59,88 | 4.      | 4.       |
| Catherine Plewinski                                               | 100 m pillangó         | 1:00,03  | 2.       | 5.       | A       | 59,01   | 3.      |          |
| Jacqueline Delord                                                 | 100 m pillangó         | 1:01,78  | 6.       | 16.*     | B       | 1:03,22 | 8.      | 16.      |
| Cécile Jeanson                                                    | 200 m pillangó         | 2:13,23  | 3.       | 9.       | B       | 2:13,40 | 2.      | 10.      |
| Diane Lacombe                                                     | 100 m hát              | 1:06,31  | 6.       | 38.      | kiesett | kiesett | kiesett | kiesett  |
| Céline Bonnet                                                     | 100 m hát              | 1:05,75  | 3.*      | 32.*     | kiesett | kiesett | kiesett | kiesett  |
| Céline Bonnet                                                     | 200 m vegyes           | 2:18,95  | 6.       | 18.****  | B       | 2:19,14 | 6.      | 14.      |
| Céline Bonnet                                                     | 400 m vegyes           | 4:54,70  | 6.       | 19.      | kiesett | kiesett | kiesett | kiesett  |
| Audrey Guérit                                                     | 100 m mell             | 1:13,98  | 4.       | 30.      | kiesett | kiesett | kiesett | kiesett  |
| Audrey Guérit                                                     | 200 m mell             | 2:32,33  | 4.       | 13.      | B       | 2:32,10 | 3.      | 11.      |
| Julie Blaise Julia Reggiani Marie-Laure Giraudon Véronique Jardin | 4 × 100 m gyorsváltó   | 3:50,22  | 6.       | 11.      | kiesett | kiesett | kiesett | kiesett  |
| Céline Bonnet Audrey Guérit Jacqueline Delord Julie Blaise        | 4 × 100 m vegyes váltó | 4:21,19  | 5.       | 14.      | kiesett | kiesett | kiesett | kiesett  |

* - egy másik versenyzővel azonos időt ért el

** - két másik versenyzővel azonos időt ért el

*** - az amerikai egyesült államokbeli Dan Jorgensen visszalépése miatt indulhatott a B döntőben

**** - két másik versenyző visszalépése miatt indulhatott a B döntőben

## Vitorlázás
Férfi
| Versenyző                    | Versenyszám     | Futam | Futam | Futam  | Futam | Futam  | Futam | Futam | Futam | Futam  | Futam | Pontszám | Helyezés |
| Versenyző                    | Versenyszám     | 1     | 2     | 3      | 4     | 5      | 6     | 7     | 8     | 9      | 10    | Pontszám | Helyezés |
| ---------------------------- | --------------- | ----- | ----- | ------ | ----- | ------ | ----- | ----- | ----- | ------ | ----- | -------- | -------- |
| Franck David                 | Szörfvitorlázás | 14,0  | 5,7   | 18,0   | 0,0   | 8,0    | 8,0   | 3,0   | 14,0  | (23,0) | 0,0   | 70,7     |          |
| Xavier Rohart                | Finn dingi      | 10,0  | 10,0  | (19,0) | 8,0   | 10,0   | 18,0  | 19,0  |       |        |       | 75,0     | 7.       |
| Dimitri Deruelle Maxime Paul | 470-es osztály  | 25,0  | 19,0  | 28,0   | 31,0  | (32,0) | 30,0  | 15,0  |       |        |       | 148,0    | 25.      |

Női
| Versenyző                   | Versenyszám     | Futam  | Futam | Futam | Futam | Futam | Futam | Futam  | Futam | Futam | Futam  | Pontszám | Helyezés |
| Versenyző                   | Versenyszám     | 1      | 2     | 3     | 4     | 5     | 6     | 7      | 8     | 9     | 10     | Pontszám | Helyezés |
| --------------------------- | --------------- | ------ | ----- | ----- | ----- | ----- | ----- | ------ | ----- | ----- | ------ | -------- | -------- |
| Maud Herbert                | Szörfvitorlázás | 15,0   | 0,0   | 10,0  | 10,0  | 18,0  | 0,0   | 10,0   | 15,0  | 0,0   | (31,0) | 78,0     | 4.       |
| Annabel Chaulvin            | Europe          | (23,0) | 19,0  | 22,0  | 16,0  | 23,0  | 15,0  | 5,7    |       |       |        | 100,7    | 13.      |
| Odile Barre Florence Lebrun | 470-es osztály  | 0,0    | 17,0  | 15,0  | 5,7   | 15,0  | 13,0  | (18,0) |       |       |        | 65,7     | 6.       |

Nyílt
| Versenyző                     | Versenyszám     | Futam | Futam | Futam | Futam  | Futam  | Futam  | Futam | Pontszám | Helyezés |
| Versenyző                     | Versenyszám     | 1     | 2     | 3     | 4      | 5      | 6      | 7     | Pontszám | Helyezés |
| ----------------------------- | --------------- | ----- | ----- | ----- | ------ | ------ | ------ | ----- | -------- | -------- |
| Yannick Adde Patrick Haegeli  | Csillaghajó     | 15,0  | 21,0  | 19,0  | 20,0   | 19,0   | (28,0) | 22,0  | 116,0    | 18.      |
| Nicolas Hénard Yves Loday     | Tornádó         | 13,0  | 0,0   | 5,7   | 5,7    | (16,0) | 13,0   | 3,0   | 40,4     |          |
| Thierry Berger Vincent Berger | Repülő hollandi | 8,0   | 15,0  | 21,0  | (30,0) | 25,0   | 18,0   | 10,0  | 97,0     | 10.      |

| Versenyző                              | Versenyszám | Előfutam | Előfutam | Előfutam | Előfutam | Előfutam | Előfutam | Előfutam | Előfutam | Csoportkör | Csoportkör | Csoportkör | Csoportkör | Csoportkör | Csoportkör | Csoportkör | Kieséses szakasz | Kieséses szakasz | Helyezés |
| Versenyző                              | Versenyszám | 1        | 2        | 3        | 4        | 5        | 6        | Pont     | Hely.    |            |            |            |            |            | Pont       | Hely.      | Elődöntő         | Döntő            | Helyezés |
| -------------------------------------- | ----------- | -------- | -------- | -------- | -------- | -------- | -------- | -------- | -------- | ---------- | ---------- | ---------- | ---------- | ---------- | ---------- | ---------- | ---------------- | ---------------- | -------- |
| Marc Bouet Fabrice Levet Alain Pointet | Soling      | 18,0     | 17,0     | 20,0     | 20,0     | (21,0)   | 13,0     | 88,0     | 15.      | kiesett    | kiesett    | kiesett    | kiesett    | kiesett    | kiesett    | kiesett    | kiesett          | kiesett          | 15.      |

## Vívás
Férfi
| Versenyző                                                                                       | Versenyszám       | Csoportkör | Csoportkör | Selejtező                        | 32-es főtábla                          | Egyenes ág a negyeddöntőért                 | Egyenes ág a negyeddöntőért              | Vigaszág a negyeddöntőért          | Vigaszág a negyeddöntőért                              | Vigaszág a negyeddöntőért               | Vigaszág a negyeddöntőért       | Negyeddöntő                                  | Elődöntő                               | Döntő                                                 | Helyezés |
| Versenyző                                                                                       | Versenyszám       | Csoportkör | Csoportkör | Selejtező                        | 32-es főtábla                          | 1. kör                                      | 2. kör                                   | 1. kör                             | 2. kör                                                 | 3. kör                                  | 4. kör                          | Negyeddöntő                                  | Elődöntő                               | Döntő                                                 | Helyezés |
| Versenyző                                                                                       | Versenyszám       | Ellenfél Eredmény | Hely.      | Ellenfél Eredmény                | Ellenfél Eredmény                      | Ellenfél Eredmény                           | Ellenfél Eredmény                        | Ellenfél Eredmény                  | Ellenfél Eredmény                                      | Ellenfél Eredmény                       | Ellenfél Eredmény               | Ellenfél Eredmény                            | Ellenfél Eredmény                      | Ellenfél Eredmény                                     | Helyezés |
| ----------------------------------------------------------------------------------------------- | ----------------- | --- | ---------- | -------------------------------- | -------------------------------------- | ------------------------------------------- | ---------------------------------------- | ---------------------------------- | ------------------------------------------------------ | --------------------------------------- | ------------------------------- | -------------------------------------------- | -------------------------------------- | ----------------------------------------------------- | -------- |
| Patrick Groc                                                                                    | Tőr, egyéni       | 5. csoport · Szerhij Holubickij (EUN) · 2-5 · Yu Bong-Hyeong (KOR) · 5-1 · Ola Kajbjer (SWE) · 5-4 · Alberto González (ARG) · 5-0 · William Gosbee (GBR) · 3-5                                            | 2.         | Adam Krzesiński (POL) · 5-3, 5-1 | Joachim Wendt (AUT) · 5-1, 1-5, 3-5    |                                             |                                          | Ramiro Bravo (ESP) · 5-1, 4-6, 6-4 | Piotr Kiełpikowski (POL) · 1-5, 5-2, 3-5               | kiesett                                 | kiesett                         | kiesett                                      | kiesett                                | kiesett                                               | 22.      |
| Patrice Lhôtellier                                                                              | Tőr, egyéni       | 9. csoport · Guillermo Betancourt (CUB) · 3-5 · Abe Kinja (JPN) · 5-1 · Lou Mún-tóng (Lo Moon Tong) (HKG) · 5-0 · Benoît Giasson (CAN) · 5-4 · Záhi el-Húri (LIB) · 1-5                                   | 2.         | Donald McKenzie (GBR) · 2-5, 3-5 | kiesett                                | kiesett                                     | kiesett                                  | kiesett                            | kiesett                                                | kiesett                                 | kiesett                         | kiesett                                      | kiesett                                | kiesett                                               | 34.      |
| Philippe Omnès                                                                                  | Tőr, egyéni       | 7. csoport · Stefano Cerioni (ITA) · 1-5 · Icsigatani Hiroki (JPN) · 5-0 · Busa István (HUN) · 5-2 · Andrés García (ESP) · 5-2 · Heinrich van Garderen (RSA) · 5-1 · Mísel Júszef (LIB) · 5-1             | 2.         | erőnyerő                         | Michael Ludwig (AUT) · 5-1, 5-3        | Vjacseszlav Grigorjev (EUN) · 5-2, 2-5, 5-2 | Andrea Borella (ITA) · 5-0, 5-6, 2-5     |                                    |                                                        |                                         | Anatol Richter (AUT) · 5-1, 5-3 | Joachim Wendt (AUT) · 5-3, 5-3               | Udo Wagner (GER) · 5-3, 5-6, 5-3       | Szerhij Holubickij (EUN) · 6-5, 3-5, 5-2              |          |
| Jean-Michel Henry                                                                               | Párbajtőr, egyéni | 8. csoport · Jean-Marc Chouinard (CAN) · 5-3 · André Kuhn (SUI) · 5-2 · Ulf Sandegren (SWE) · 5-3 · Sławomir Nawrocki (POL) · 5-1 · Heinrich van Garderen (RSA) · 5-1 · Kim Jeong-Gwan (KOR) · 3-5        | 1.         | erőnyerő                         | Thomas Lundblad (SWE) · 5-1, 5-1       | Robert Felisiak (GER) · 5-3, 5-'6, 3-5      |                                          |                                    | Jean-Marc Chouinard (CAN) · 5-3, 5-3                   | Kulcsár Krisztián (HUN) · 5-1, 2-5, 5-2 | Vánky Péter (SWE) · 5-3, 6-4    | Elmar Borrmann (GER) · 2-5, 6-4, 5-0         | Pavel Kolobkov (EUN) · 3-5, 5-2, 5-6   | Bronzmérkőzés · Kaido Kaaberma (EST) · 2-5, 5-2, 5-3  |          |
| Olivier Lenglet                                                                                 | Párbajtőr, egyéni | 6. csoport · Elmar Borrmann (GER) · 2-5 · I Szanggi (KOR) · 5-4 · Scott Arnold (AUS) · 5-1 · Záhi el-Húri (LIB) · 5-2 · Trevor Strydom (RSA) · 5-0 · Roman Ječmínek (TCH) · 3-5                           | 2.         | Cornel Milan (ROU) · 5-3, 5-1    | Olivier Jacquet (SUI) · 6-5, 6-5       | Mauricio Rivas (COL) · 6-5, 5-6, 2-5        |                                          |                                    | Szerhij Kravcsuk (EUN) · 3-5, 6-5, 4-6                 | kiesett                                 | kiesett                         | kiesett                                      | kiesett                                | kiesett                                               | 17.      |
| Éric Srecki                                                                                     | Párbajtőr, egyéni | 2. csoport · Szerhij Kravcsuk (EUN) · 5-5 · Roberto Lazzarini (BRA) · 5-0 · Jiří Douba (TCH) · 5-2 · Stephen Paul (GBR) · 5-3 · Christopher O'Loughlin (USA) · 5-1 · Lucas Zakaria (INA) · 5-2            | 1.         | erőnyerő                         | Arnd Schmitt (GER) · 6-5, 6-4          | Laurie Shong (CAN) · 5-2, 5-0               | Kaido Kaaberma (EST) · 3-5, 5-3, 5-6     |                                    |                                                        |                                         | Andrej Suvalov (EUN) · 5-3, 5-2 | Kovács Iván (HUN) · 5-3, 4-6, 5-1            | Kaido Kaaberma (EST) · 5-2, 5-3        | Pavel Kolobkov (EUN) · 6-5, 5-2                       |          |
| Jean-Phillippe Daurelle                                                                         | Kard, egyéni      | 5. csoport · Szabó Bence (HUN) · 2-5 · Alexandru Chiculiţă (ROU) · 5-4 · Kirkham Zavieh (GBR) · 5-0 · Csia Kuj-hua (Jia Guihua) (CHN) · 5-3                                                               | 2.         | erőnyerő                         | Marek Gniewkowski (POL) · 5-6, 4-6     |                                             |                                          | Kirkham Zavieh (GBR) · 5-1, 5-3    | Jean-Paul Banos (CAN) · 5-3, 5-3                       | Alekszandr Sirsov (EUN) · 6-4, 5-6, 6-4 | Jürgen Nolte (GER) · 2-5, 4-6   | kiesett                                      | kiesett                                | kiesett                                               | 9.       |
| Franck Ducheix                                                                                  | Kard, egyéni      | 7. csoport · Giovanni Scalzo (ITA) · 4-5 · Heorhij Pohoszov (EUN) · 5-2 · Michael Lofton (USA) · 5-2 · Anthony Plourde (CAN) · 5-4 · Heinrich van Garderen (RSA) · 5-2 · Zíszisz Bambanászisz (GRE) · 3-5 | 2.         | erőnyerő                         | Jean-Marie Banos (CAN) · 5-1, 6-5      | Giovanni Scalzo (ITA) · 0-5, 5-2, 2-5       |                                          |                                    | Cseng Csao-kang (Zheng Zhaokang) (CHN) · 5-0, 3-5, 5-6 | kiesett                                 | kiesett                         | kiesett                                      | kiesett                                | kiesett                                               | 18.      |
| Jean-François Lamour                                                                            | Kard, egyéni      | 1. csoport · Jörg Kempenich (GER) · 5-3 · Robert Kościelniakowski (POL) · 5-4 · Ian Williams (GBR) · 5-2 · Számi el-Báker (KSA) · 5-2 · Daniel Grigore (ROU) · 4-5                                        | 2.         | erőnyerő                         | Jang Csen (Yang Zhen) (CHN) · 5-1, 5-3 | Marco Marin (ITA) · 6-4, 5-2                | Grigorij Kirijenko (EUN) · 5-2, 5-6, 5-3 |                                    |                                                        |                                         |                                 | Robert Kościelniakowsk (POL) · 5-2, 1-5, 6-4 | Marco Marin (ITA) · 4-6, 3-5           | Bronzmérkőzés · Giovanni Scalzo (ITA) · 3-5, 6-5, 5-1 |          |
| Patrick Groc Youssef Hocine Olivier Lambert Patrice Lhôtellier Philippe Omnès                   | Tőr, csapat       | 3. csoport · Egyesített Csapat (EUN) · 6-8 · Spanyolország (ESP) · 9-4 | 2.         |                                  |                                        |                                             |                                          |                                    |                                                        |                                         |                                 | Németország (GER) · 5-9                      | 5–8. helyért · Olaszország (ITA) · 6-9 | 7. helyért · Dél-Korea (KOR) · 9-2                    | 7.       |
| Jean-Michel Henry Olivier Lenglet Robert Leroux Jean-François Di Martino Éric Srecki            | Párbajtőr, csapat | 1. csoport · Svédország (SWE) · 9-7 · Dél-Korea (KOR) · 9-5 | 1.         |                                  |                                        |                                             |                                          |                                    |                                                        |                                         |                                 | Spanyolország (ESP) · 8-2                    | Magyarország (HUN) · 3-9               | Bronzmérkőzés · Egyesített Csapat (EUN) · 8-8         | 4.       |
| Jean-Phillippe Daurelle Franck Ducheix Pierre Guichot Hervé Granger-Veyron Jean-François Lamour | Kard, csapat      | 2. csoport · Románia (ROU) · 9-7 · Egyesült Államok (USA) · 9-5 | 1.         |                                  |                                        |                                             |                                          |                                    |                                                        |                                         |                                 | Kína (CHN) · 9-5                             | Magyarország (HUN) · 1-9               | Bronzmérkőzés · Románia (ROU) · 9-4                   |          |

Női
| Versenyző                                                                        | Versenyszám | Csoportkör | Csoportkör | Selejtező                              | 32-es főtábla                               | Egyenes ág a negyeddöntőért                   | Egyenes ág a negyeddöntőért      | Vigaszág a negyeddöntőért            | Vigaszág a negyeddöntőért      | Vigaszág a negyeddöntőért | Vigaszág a negyeddöntőért      | Negyeddöntő                         | Elődöntő                                            | Döntő                                                       | Helyezés |
| Versenyző                                                                        | Versenyszám | Csoportkör | Csoportkör | Selejtező                              | 32-es főtábla                               | 1. kör                                        | 2. kör                           | 1. kör                               | 2. kör                         | 3. kör                    | 4. kör                         | Negyeddöntő                         | Elődöntő                                            | Döntő                                                       | Helyezés |
| Versenyző                                                                        | Versenyszám | Ellenfél Eredmény | Hely.      | Ellenfél Eredmény                      | Ellenfél Eredmény                           | Ellenfél Eredmény                             | Ellenfél Eredmény                | Ellenfél Eredmény                    | Ellenfél Eredmény              | Ellenfél Eredmény         | Ellenfél Eredmény              | Ellenfél Eredmény                   | Ellenfél Eredmény                                   | Ellenfél Eredmény                                           | Helyezés |
| -------------------------------------------------------------------------------- | ----------- | --- | ---------- | -------------------------------------- | ------------------------------------------- | --------------------------------------------- | -------------------------------- | ------------------------------------ | ------------------------------ | ------------------------- | ------------------------------ | ----------------------------------- | --------------------------------------------------- | ----------------------------------------------------------- | -------- |
| Gisèle Meygret                                                                   | Tőr, egyéni | 1. csoport · Margherita Zalaffi (ITA) · 4-5 · Monika Maciejewska (POL) · 0-5 · I Jeong-Suk (KOR) · 2-5 · Thalie Tremblay (CAN) · 5-2 · Takajanagi Júko (JPN) · 5-3 · Heidi Botha (RSA) · 5-1                                                       | 5.         | Annette Dobmeier (GER) · 2-5, 5-3, 5-2 | Sin Seong-Ja (KOR) · 3-5, 5-3, 4-6          |                                               |                                  | O Csie (E Jie) (CHN) · 3-5, 5-3, 5-1 | Jánosi Zsuzsa (HUN) · 4-6, 4-6 | kiesett                   | kiesett                        | kiesett                             | kiesett                                             | kiesett                                                     | 24.      |
| Laurence Modaine                                                                 | Tőr, egyéni | 6. csoport · Jánosi Zsuzsa (HUN) · 3-5 · Elisabeta Guzganu-Tufan (ROU) · 1-5 · Anna Sobczak (POL) · 2-5 · Caitlin Bilodeaux (USA) · 5-2 · Julia Bracewell (GBR) · 5-1 · Yanina Iannuzzi (ARG) · 5-0                                                | 5.         | erőnyerő                               | Jelena Glikina (EUN) · 6-4, 5-2             | Elisabeta Guzganu-Tufan (ROU) · 6-4, 2-5, 5-2 | Sabine Bau (GER) · 3-5, 6-4, 3-5 |                                      |                                |                           | Jánosi Zsuzsa (HUN) · 5-3, 6-4 | Margherita Zalaffi (ITA) · 5-3, 5-1 | Vang Huj-feng (Wang Hui-feng) (CHN) · 0-5, 5-2, 3-5 | Bronzmérkőzés · Tatyjana Szadovszkaja (EUN) · 1-5, 5-1, 3-5 | 4.       |
| Isabelle Spennato                                                                | Tőr, egyéni | 2. csoport · Sin Seong-Ja (KOR) · nincs adat · Francesca Bortolozzi (ITA) · nincs adat · Tatyjana Szadovszkaja (EUN) · nincs adat · Tamara Savić-Šotra (IOP) · nincs adat · Andrea Chiuchich (ARG) · nincs adat · Rencia Nasson (RSA) · nincs adat | 2.         | erőnyerő                               | Hsziao Aj-hua (Xiao Aihua) (CHN) · 2-5, 2-5 |                                               |                                  | Tamara Savić-Šotra (IOP) · 5-2, 5-3  | Anna Sobczak (POL) · 4-6, 5-6  | kiesett                   | kiesett                        | kiesett                             | kiesett                                             | kiesett                                                     | 22.      |
| Camille Couzi Gisèle Meygret Laurence Modaine Julie-Anne Gross Isabelle Spennato | Tőr, csapat | 4. csoport · Kína (CHN) · 6-8 · Egyesült Államok (USA) · 9-5 | 2.         |                                        |                                             |                                               |                                  |                                      |                                |                           |                                | Németország (GER) · 8-8             | 5–8. helyért · Lengyelország (POL) · 9-4            | 5. helyért · Kína (CHN) · 9-5                               | 5.       |

## Vízilabda
| Német férfi vízilabdacsapat-játékoskeret                                                                                            | Német férfi vízilabdacsapat-játékoskeret                                                                       |
| --- | --- |
| - Thierry Alimondo - François Besson - Émmanuel Charlot - Émmanuel Ducher - Christophe Gautier - Pierre Garsau - Christian Grimaldi | - Nicolas Jeleff - Pascal Loustenau - Gilles Madelenat - Vincent de Nardi - Jean-Marie Olivon - Patrice Tillie |

### Eredmények
Csoportkör
A csoport
| Csapat                  | M | Gy | D | V | G+ | G– | Gk  | P  |
| ----------------------- | - | -- | - | - | -- | -- | --- | -- |
| Egyesített Csapat (EUN) | 5 | 5  | 0 | 0 | 50 | 32 | +18 | 10 |
| Egyesült Államok (USA)  | 5 | 4  | 0 | 1 | 40 | 24 | +16 | 8  |
| Ausztrália (AUS)        | 5 | 2  | 1 | 2 | 44 | 41 | +3  | 5  |
| Németország (GER)       | 5 | 1  | 2 | 2 | 38 | 41 | –3  | 4  |
| Franciaország (FRA)     | 5 | 1  | 1 | 3 | 38 | 42 | –4  | 3  |
| Csehszlovákia (TCH)     | 5 | 0  | 0 | 5 | 33 | 63 | –30 | 0  |

| 1992. augusztus 1. 16:30 | Németország (GER)    | 7–7 | Franciaország (FRA) | Játékvezetők: Vuszek Antal (HUN), Eugenio Martinez (CUB) |
| 1992. augusztus 1. 16:30 | (2–2, 2–2, 3–2, 0–1) |     |                     | Játékvezetők: Vuszek Antal (HUN), Eugenio Martinez (CUB) |
| 1992. augusztus 1. 16:30 | Peña 3               |     | Jeleff 3            | Játékvezetők: Vuszek Antal (HUN), Eugenio Martinez (CUB) |

| 1992. augusztus 2. 12:00 | Franciaország (FRA)  | 5–9 | Ausztrália (AUS) | Játékvezetők: Alfred van Dorp (NED), Manuel Benitez (PUR) |
| 1992. augusztus 2. 12:00 | (1–2, 0–2, 2–2, 2–3) |     |                  | Játékvezetők: Alfred van Dorp (NED), Manuel Benitez (PUR) |
| 1992. augusztus 2. 12:00 | Jeleff 2             |     | Mayers, Clark 2  | Játékvezetők: Alfred van Dorp (NED), Manuel Benitez (PUR) |

| 1992. augusztus 3. 09:30 | Egyesült Államok (USA) | 11–7 | Franciaország (FRA) | Játékvezetők: Franco Picchetto (ITA), Lionel Kong-Chung Liew (SIN) |
| 1992. augusztus 3. 09:30 | (2–0, 3–3, 3–1, 3–3)   |      |                     | Játékvezetők: Franco Picchetto (ITA), Lionel Kong-Chung Liew (SIN) |
| 1992. augusztus 3. 09:30 | Humbert 3              |      | Garsau 3            | Játékvezetők: Franco Picchetto (ITA), Lionel Kong-Chung Liew (SIN) |

| 1992. augusztus 5. 09:30 | Csehszlovákia (TCH)  | 6–14 | Franciaország (FRA) | Játékvezetők: David Bathurst (GBR), Nikolaj Lalov (BUL) |
| 1992. augusztus 5. 09:30 | (1–4, 1–5, 2–2, 2–3) |      |                     | Játékvezetők: David Bathurst (GBR), Nikolaj Lalov (BUL) |
| 1992. augusztus 5. 09:30 | hat játékos 1        |      | Garsau 4            | Játékvezetők: David Bathurst (GBR), Nikolaj Lalov (BUL) |

| 1992. augusztus 6. 18:45 | Egyesített Csapat (EUN) | 9–5 | Franciaország (FRA) | Játékvezetők: Franco Picchetto (ITA), Decio Patelli (BRA) |
| 1992. augusztus 6. 18:45 | (3–2, 1–0, 2–1, 3–2)    |     |                     | Játékvezetők: Franco Picchetto (ITA), Decio Patelli (BRA) |
| 1992. augusztus 6. 18:45 | Apanaszenko 3           |     | öt játékos 1        | Játékvezetők: Franco Picchetto (ITA), Decio Patelli (BRA) |

A 9–12. helyért
E csoport
| Csapat              | M | Gy | D | V | G+ | G– | Gk  | P |
| ------------------- | - | -- | - | - | -- | -- | --- | - |
| Hollandia (NED)     | 3 | 2  | 1 | 0 | 28 | 20 | +8  | 5 |
| Görögország (GRE)   | 3 | 2  | 1 | 0 | 24 | 18 | +6  | 5 |
| Franciaország (FRA) | 3 | 1  | 0 | 2 | 28 | 31 | –3  | 2 |
| Csehszlovákia (TCH) | 3 | 0  | 0 | 3 | 22 | 33 | –11 | 0 |

| 1992. augusztus 8. 10:45 | Franciaország (FRA)  | 6–10 | Görögország (GRE) | Játékvezetők: Franco Picchetto (ITA), Lionel Kong-Chung Liew (SIN) |
| 1992. augusztus 8. 10:45 | (0–2, 2–4, 2–1, 2–3) |      |                   | Játékvezetők: Franco Picchetto (ITA), Lionel Kong-Chung Liew (SIN) |
| 1992. augusztus 8. 10:45 | Ducher 3             |      | Szeletópulosz 3   | Játékvezetők: Franco Picchetto (ITA), Lionel Kong-Chung Liew (SIN) |

| 1992. augusztus 9. 11:30 | Franciaország (FRA)  | 8–15 | Hollandia (NED) | Játékvezetők: Vuszek Antal (HUN), Nikolaj Lalov (BUL) |
| 1992. augusztus 9. 11:30 | (0–8, 1–2, 4–4, 3–1) |      |                 | Játékvezetők: Vuszek Antal (HUN), Nikolaj Lalov (BUL) |
| 1992. augusztus 9. 11:30 | Ducher 3             |      | Belkum 6        | Játékvezetők: Vuszek Antal (HUN), Nikolaj Lalov (BUL) |

| Csapat              | Helyezés |
| ------------------- | -------- |
| Franciaország (FRA) | 11.      |